# Dyslokacja Korpusu Ochrony Pogranicza w 1938 roku
| Rozmieszczenie Korpusu Ochrony Pogranicza w 1938                              | Rozmieszczenie Korpusu Ochrony Pogranicza w 1938                       | Rozmieszczenie Korpusu Ochrony Pogranicza w 1938                | Rozmieszczenie Korpusu Ochrony Pogranicza w 1938 | Rozmieszczenie Korpusu Ochrony Pogranicza w 1938 |
| ----------------------------------------------------------------------------- | ---------------------------------------------------------------------- | --------------------------------------------------------------- | ------------------------------------------------ | ------------------------------------------------ |
| Dowództwo Korpusu Ochrony Pogranicza w Warszawie ul. Chałubińskiego 3b        |                                                                        |                                                                 |                                                  |                                                  |
|                                                                               | Szefostwa służb Korpusu Ochrony Pogranicza w Warszawie                 |                                                                 |                                                  |                                                  |
| Szefostwo wywiadu Korpusu Ochrony Pogranicza w Warszawie                      |                                                                        |                                                                 |                                                  |                                                  |
| Urząd Wychowania Fizycznego i Przysposobienia Wojskowego w Warszawie          |                                                                        |                                                                 |                                                  |                                                  |
| Dowództwo dywizjonu żandarmerii Korpusu Ochrony Pogranicza w Warszawie        |                                                                        |                                                                 |                                                  |                                                  |
| Dowództwo plutonu radiotelegraficznego Korpusu Ochrony Pogranicza w Warszawie |                                                                        |                                                                 |                                                  |                                                  |
| Inspektor Środkowej Grupy Szwadronów Kawalerii w Warszawie                    |                                                                        |                                                                 |                                                  |                                                  |
| Centralna Szkoła Podoficerska KOP w Osowcu                                    |                                                                        |                                                                 |                                                  |                                                  |
| Brygady/pułki                                                                 | pododdziały brygadowe/pułkowe                                          | pododdziały batalionowe                                         | strażnice KOP                                    |                                                  |
| Brygada KOP „Grodno”                                                          | batalion odwodowy KOP „Suwałki”                                        | kompania graniczna KOP Filipów                                  | strażnica KOP „Lipówka”                          |                                                  |
| Brygada KOP „Grodno”                                                          | batalion odwodowy KOP „Suwałki”                                        | kompania graniczna KOP Filipów                                  | strażnica KOP „Wierciochy”                       |                                                  |
| Brygada KOP „Grodno”                                                          | batalion odwodowy KOP „Suwałki”                                        | kompania graniczna KOP Filipów                                  | strażnica KOP „Bakałarzewo”                      |                                                  |
| Brygada KOP „Grodno”                                                          | batalion odwodowy KOP „Suwałki”                                        | kompania graniczna KOP Filipów                                  | strażnica KOP „Filipów”                          |                                                  |
| Brygada KOP „Grodno”                                                          | batalion odwodowy KOP „Suwałki”                                        | kompania graniczna KOP Filipów                                  | strażnica KOP „Czarne”                           |                                                  |
| Brygada KOP „Grodno”                                                          | batalion odwodowy KOP „Suwałki”                                        | kompania graniczna KOP Filipów                                  | strażnica KOP „Przerośl”                         |                                                  |
| Brygada KOP „Grodno”                                                          | batalion odwodowy KOP „Suwałki”                                        | kompania graniczna KOP Filipów                                  | strażnica KOP „Prawy Las”                        |                                                  |
| Brygada KOP „Grodno”                                                          | batalion odwodowy KOP „Suwałki”                                        | kompania graniczna KOP Filipów                                  | strażnica KOP „Polutkiemie”                      |                                                  |
| Brygada KOP „Grodno”                                                          | batalion odwodowy KOP „Suwałki”                                        | 1 szkolna kompania strzelecka                                   |                                                  |                                                  |
| Brygada KOP „Grodno”                                                          | batalion odwodowy KOP „Suwałki”                                        | 2 kompania strzelecka                                           |                                                  |                                                  |
| Brygada KOP „Grodno”                                                          | batalion odwodowy KOP „Suwałki”                                        | kompania ciężkich karabinów maszynowych                         |                                                  |                                                  |
| Brygada KOP „Grodno”                                                          | batalion odwodowy KOP „Suwałki”                                        | pluton łączności                                                |                                                  |                                                  |
| Brygada KOP „Grodno”                                                          | batalion odwodowy KOP „Suwałki”                                        | posterunek żandarmerii KOP „Suwałki”                            |                                                  |                                                  |
| Brygada KOP „Grodno”                                                          | batalion graniczny KOP „Sejny”                                         | 1 kompania KOP Rutka Tartak                                     | strażnica KOP „Burniszki”                        |                                                  |
| Brygada KOP „Grodno”                                                          | batalion graniczny KOP „Sejny”                                         | 1 kompania KOP Rutka Tartak                                     | strażnica KOP „Sudawskie”                        |                                                  |
| Brygada KOP „Grodno”                                                          | batalion graniczny KOP „Sejny”                                         | 1 kompania KOP Rutka Tartak                                     | strażnica KOP „Wingrany”                         |                                                  |
| Brygada KOP „Grodno”                                                          | batalion graniczny KOP „Sejny”                                         | 1 kompania KOP Rutka Tartak                                     | strażnica KOP „Kupowo”                           |                                                  |
| Brygada KOP „Grodno”                                                          | batalion graniczny KOP „Sejny”                                         | 4 kompania graniczna KOP „Puńsk”                                | strażnica KOP „Gromadziszki”                     |                                                  |
| Brygada KOP „Grodno”                                                          | batalion graniczny KOP „Sejny”                                         | 4 kompania graniczna KOP „Puńsk”                                | strażnica KOP „Krejwiany”                        |                                                  |
| Brygada KOP „Grodno”                                                          | batalion graniczny KOP „Sejny”                                         | 4 kompania graniczna KOP „Puńsk”                                | strażnica KOP „Poluńce”                          |                                                  |
| Brygada KOP „Grodno”                                                          | batalion graniczny KOP „Sejny”                                         | 4 kompania graniczna KOP „Puńsk”                                | strażnica KOP „Borysówka”                        |                                                  |
| Brygada KOP „Grodno”                                                          | batalion graniczny KOP „Sejny”                                         | 2 kompania graniczna KOP „Hołny Wolmera”                        | strażnica KOP „Hołny Mejera”                     |                                                  |
| Brygada KOP „Grodno”                                                          | batalion graniczny KOP „Sejny”                                         | 2 kompania graniczna KOP „Hołny Wolmera”                        | strażnica KOP „Hołny Wolmera”                    |                                                  |
| Brygada KOP „Grodno”                                                          | batalion graniczny KOP „Sejny”                                         | 2 kompania graniczna KOP „Hołny Wolmera”                        | strażnica KOP „Budwieć”                          |                                                  |
| Brygada KOP „Grodno”                                                          | batalion graniczny KOP „Sejny”                                         | 3 kompania graniczna KOP „Kalety”                               | strażnica KOP „Stanowisko”                       |                                                  |
| Brygada KOP „Grodno”                                                          | batalion graniczny KOP „Sejny”                                         | 3 kompania graniczna KOP „Kalety”                               | strażnica KOP „Jelinki”                          |                                                  |
| Brygada KOP „Grodno”                                                          | batalion graniczny KOP „Sejny”                                         | 3 kompania graniczna KOP „Kalety”                               | strażnica KOP „Studzianka”                       |                                                  |
| Brygada KOP „Grodno”                                                          | batalion graniczny KOP „Sejny”                                         | 3 kompania graniczna KOP „Kalety”                               | strażnica KOP „Cotta”                            |                                                  |
| Brygada KOP „Grodno”                                                          | batalion graniczny KOP „Sejny”                                         | 3 kompania graniczna KOP „Kalety”                               | strażnica KOP „Igorka”                           |                                                  |
| Brygada KOP „Grodno”                                                          | batalion graniczny KOP „Sejny”                                         | kompania odwodowa                                               |                                                  |                                                  |
| Brygada KOP „Grodno”                                                          | batalion graniczny KOP „Sejny”                                         | kompania ciężkich karabinów maszynowych                         |                                                  |                                                  |
| Brygada KOP „Grodno”                                                          | batalion graniczny KOP „Sejny”                                         | pluton łączności                                                |                                                  |                                                  |
| Brygada KOP „Grodno”                                                          | batalion graniczny KOP „Sejny”                                         | posterunek żandarmerii KOP „Sejny”                              |                                                  |                                                  |
| Brygada KOP „Grodno”                                                          | batalion graniczny KOP „Orany”                                         | 1 kompania graniczna KOP „Druskieniki”                          | strażnica KOP „Szabany”                          |                                                  |
| Brygada KOP „Grodno”                                                          | batalion graniczny KOP „Orany”                                         | 1 kompania graniczna KOP „Druskieniki”                          | strażnica KOP „Przewałka”                        |                                                  |
| Brygada KOP „Grodno”                                                          | batalion graniczny KOP „Orany”                                         | 1 kompania graniczna KOP „Druskieniki”                          | strażnica KOP „Cegielnia”                        |                                                  |
| Brygada KOP „Grodno”                                                          | batalion graniczny KOP „Orany”                                         | 1 kompania graniczna KOP „Druskieniki”                          | strażnica KOP „Druskieniki”                      |                                                  |
| Brygada KOP „Grodno”                                                          | batalion graniczny KOP „Orany”                                         | 1 kompania graniczna KOP „Druskieniki”                          | strażnica KOP „Wiciuny”                          |                                                  |
| Brygada KOP „Grodno”                                                          | batalion graniczny KOP „Orany”                                         | 2 kompania graniczna KOP „Marcinkańce”                          | strażnica KOP „Uciecha”                          |                                                  |
| Brygada KOP „Grodno”                                                          | batalion graniczny KOP „Orany”                                         | 2 kompania graniczna KOP „Marcinkańce”                          | strażnica KOP „Wierszeradówka”                   |                                                  |
| Brygada KOP „Grodno”                                                          | batalion graniczny KOP „Orany”                                         | 2 kompania graniczna KOP „Marcinkańce”                          | strażnica KOP „Puchacze”                         |                                                  |
| Brygada KOP „Grodno”                                                          | batalion graniczny KOP „Orany”                                         | 2 kompania graniczna KOP „Marcinkańce”                          | strażnica KOP „Mordasowo”                        |                                                  |
| Brygada KOP „Grodno”                                                          | batalion graniczny KOP „Orany”                                         | 3 kompania graniczna KOP „Orany”                                | strażnica KOP „Miluniszki”                       |                                                  |
| Brygada KOP „Grodno”                                                          | batalion graniczny KOP „Orany”                                         | 3 kompania graniczna KOP „Orany”                                | strażnica KOP „Przełaje”                         |                                                  |
| Brygada KOP „Grodno”                                                          | batalion graniczny KOP „Orany”                                         | 3 kompania graniczna KOP „Orany”                                | strażnica KOP „Małe Dubno”                       |                                                  |
| Brygada KOP „Grodno”                                                          | batalion graniczny KOP „Orany”                                         | 3 kompania graniczna KOP „Orany”                                | strażnica KOP „Dmitrówka”                        |                                                  |
| Brygada KOP „Grodno”                                                          | batalion graniczny KOP „Orany”                                         | 3 kompania graniczna KOP „Orany”                                | strażnica KOP „Smolniki”                         |                                                  |
| Brygada KOP „Grodno”                                                          | batalion graniczny KOP „Orany”                                         | 4 kompania graniczna KOP „Olkieniki”                            | strażnica KOP „Bartele”                          |                                                  |
| Brygada KOP „Grodno”                                                          | batalion graniczny KOP „Orany”                                         | 4 kompania graniczna KOP „Olkieniki”                            | strażnica KOP „Olkieniki”                        |                                                  |
| Brygada KOP „Grodno”                                                          | batalion graniczny KOP „Orany”                                         | 4 kompania graniczna KOP „Olkieniki”                            | strażnica KOP „Leśniczówka”                      |                                                  |
| Brygada KOP „Grodno”                                                          | batalion graniczny KOP „Orany”                                         | 4 kompania graniczna KOP „Olkieniki”                            | strażnica KOP „Czarne Kowale”                    |                                                  |
| Brygada KOP „Grodno”                                                          | batalion graniczny KOP „Orany”                                         | 4 kompania graniczna KOP „Olkieniki”                            | strażnica KOP „Lejpuny”                          |                                                  |
| Brygada KOP „Grodno”                                                          | batalion graniczny KOP „Orany”                                         | 1 kompania odwodowa w Oranach                                   |                                                  |                                                  |
| Brygada KOP „Grodno”                                                          | batalion graniczny KOP „Orany”                                         | 2 kompania odwodowa w Olkienikach                               |                                                  |                                                  |
| Brygada KOP „Grodno”                                                          | batalion graniczny KOP „Orany”                                         | 3 kompania odwodowa w Porzeczu                                  |                                                  |                                                  |
| Brygada KOP „Grodno”                                                          | batalion graniczny KOP „Orany”                                         | kompania ciężkich karabinów maszynowych w Porzeczu              |                                                  |                                                  |
| Brygada KOP „Grodno”                                                          | batalion graniczny KOP „Orany”                                         | pluton łączności                                                |                                                  |                                                  |
| Brygada KOP „Grodno”                                                          | batalion graniczny KOP „Orany”                                         | posterunek żandarmerii KOP „Druskieniki”                        |                                                  |                                                  |
| Brygada KOP „Grodno”                                                          | batalion graniczny KOP „Orany”                                         | posterunek żandarmerii KOP „Orany”                              |                                                  |                                                  |
| Brygada KOP „Grodno”                                                          | szwadron KOP „Olkieniki”                                               |                                                                 |                                                  |                                                  |
| Brygada KOP „Grodno”                                                          | kompania saperów KOP „Grodno”                                          |                                                                 |                                                  |                                                  |
| Brygada KOP „Grodno”                                                          | placówka wywiadowcza KOP nr 1                                          |                                                                 |                                                  |                                                  |
| Brygada KOP „Grodno”                                                          | pluton żandarmerii KOP „Grodno”                                        |                                                                 |                                                  |                                                  |
| Brygada KOP „Grodno”                                                          | kierownictwo I Rejonu Intendentury w Grodnie                           |                                                                 |                                                  |                                                  |
| pułk KOP „Wilno”                                                              | batalion graniczny KOP „Troki”                                         | 1 kompania graniczna KOP „Rudziszki”                            | strażnica KOP „Wejksztelańce”                    |                                                  |
| pułk KOP „Wilno”                                                              | batalion graniczny KOP „Troki”                                         | 1 kompania graniczna KOP „Rudziszki”                            | strażnica KOP „Markowszczyzna”                   |                                                  |
| pułk KOP „Wilno”                                                              | batalion graniczny KOP „Troki”                                         | 1 kompania graniczna KOP „Rudziszki”                            | strażnica KOP „Skobsk”                           |                                                  |
| pułk KOP „Wilno”                                                              | batalion graniczny KOP „Troki”                                         | 1 kompania graniczna KOP „Rudziszki”                            | strażnica KOP „Tataryszki”                       |                                                  |
| pułk KOP „Wilno”                                                              | batalion graniczny KOP „Troki”                                         | 1 kompania graniczna KOP „Rudziszki”                            | strażnica KOP „Kotysz”                           |                                                  |
| pułk KOP „Wilno”                                                              | batalion graniczny KOP „Troki”                                         | 1 kompania graniczna KOP „Rudziszki”                            | strażnica KOP „Podworańce”                       |                                                  |
| pułk KOP „Wilno”                                                              | batalion graniczny KOP „Troki”                                         | 2 kompania graniczna KOP „Rykonty”                              | strażnica KOP „Okmiana”                          |                                                  |
| pułk KOP „Wilno”                                                              | batalion graniczny KOP „Troki”                                         | 2 kompania graniczna KOP „Rykonty”                              | strażnica KOP „Józefowo”                         |                                                  |
| pułk KOP „Wilno”                                                              | batalion graniczny KOP „Troki”                                         | 2 kompania graniczna KOP „Rykonty”                              | strażnica KOP „Zawiasy”                          |                                                  |
| pułk KOP „Wilno”                                                              | batalion graniczny KOP „Troki”                                         | 2 kompania graniczna KOP „Rykonty”                              | strażnica KOP „Surmańce”                         |                                                  |
| pułk KOP „Wilno”                                                              | batalion graniczny KOP „Troki”                                         | 2 kompania graniczna KOP „Rykonty”                              | strażnica KOP „Karmazyny”                        |                                                  |
| pułk KOP „Wilno”                                                              | batalion graniczny KOP „Troki”                                         | kompania odwodowa                                               |                                                  |                                                  |
| pułk KOP „Wilno”                                                              | batalion graniczny KOP „Troki”                                         | kompania ciężkich karabinów maszynowych                         |                                                  |                                                  |
| pułk KOP „Wilno”                                                              | batalion graniczny KOP „Troki”                                         | pluton łączności                                                |                                                  |                                                  |
| pułk KOP „Wilno”                                                              | batalion graniczny KOP „Niemenczyn”                                    | 3 kompania graniczna KOP „Gudulin”                              | strażnica KOP „Białozyryszki”                    |                                                  |
| pułk KOP „Wilno”                                                              | batalion graniczny KOP „Niemenczyn”                                    | 3 kompania graniczna KOP „Gudulin”                              | strażnica KOP „Kiernówek”                        |                                                  |
| pułk KOP „Wilno”                                                              | batalion graniczny KOP „Niemenczyn”                                    | 3 kompania graniczna KOP „Gudulin”                              | strażnica KOP „Drawcze”                          |                                                  |
| pułk KOP „Wilno”                                                              | batalion graniczny KOP „Niemenczyn”                                    | 3 kompania graniczna KOP „Gudulin”                              | strażnica KOP „Bortkuszki”                       |                                                  |
| pułk KOP „Wilno”                                                              | batalion graniczny KOP „Niemenczyn”                                    | 3 kompania graniczna KOP „Gudulin”                              | strażnica KOP „Pobłedzie”                        |                                                  |
| pułk KOP „Wilno”                                                              | batalion graniczny KOP „Niemenczyn”                                    | 2 kompania graniczna KOP „Szrubiszki”                           | strażnica KOP „Romaszkańce”                      |                                                  |
| pułk KOP „Wilno”                                                              | batalion graniczny KOP „Niemenczyn”                                    | 2 kompania graniczna KOP „Szrubiszki”                           | strażnica KOP „Olany”                            |                                                  |
| pułk KOP „Wilno”                                                              | batalion graniczny KOP „Niemenczyn”                                    | 2 kompania graniczna KOP „Szrubiszki”                           | strażnica KOP „Pustyłki”                         |                                                  |
| pułk KOP „Wilno”                                                              | batalion graniczny KOP „Niemenczyn”                                    | 2 kompania graniczna KOP „Szrubiszki”                           | strażnica KOP „Gawejki”                          |                                                  |
| pułk KOP „Wilno”                                                              | batalion graniczny KOP „Niemenczyn”                                    | 2 kompania graniczna KOP „Szrubiszki”                           | strażnica KOP „Unkszta”                          |                                                  |
| pułk KOP „Wilno”                                                              | batalion graniczny KOP „Niemenczyn”                                    | 1 kompania graniczna KOP „Orniany”                              | strażnica KOP „Jankuniszki”                      |                                                  |
| pułk KOP „Wilno”                                                              | batalion graniczny KOP „Niemenczyn”                                    | 1 kompania graniczna KOP „Orniany”                              | strażnica KOP „Oszaryno”                         |                                                  |
| pułk KOP „Wilno”                                                              | batalion graniczny KOP „Niemenczyn”                                    | 1 kompania graniczna KOP „Orniany”                              | strażnica KOP „Nikoje”                           |                                                  |
| pułk KOP „Wilno”                                                              | batalion graniczny KOP „Niemenczyn”                                    | 1 kompania graniczna KOP „Orniany”                              | strażnica KOP „Grzybiańce”                       |                                                  |
| pułk KOP „Wilno”                                                              | batalion graniczny KOP „Niemenczyn”                                    | 1 kompania graniczna KOP „Orniany”                              | strażnica KOP „Poszakinia”                       |                                                  |
| pułk KOP „Wilno”                                                              | batalion graniczny KOP „Niemenczyn”                                    | kompania odwodowa                                               |                                                  |                                                  |
| pułk KOP „Wilno”                                                              | batalion graniczny KOP „Niemenczyn”                                    | kompania ciężkich karabinów maszynowych                         |                                                  |                                                  |
| pułk KOP „Wilno”                                                              | batalion graniczny KOP „Niemenczyn”                                    | pluton łączności                                                |                                                  |                                                  |
| pułk KOP „Wilno”                                                              | batalion graniczny KOP „Niemenczyn”                                    | posterunek żandarmerii KOP „Niemenczyn”                         |                                                  |                                                  |
| pułk KOP „Wilno”                                                              | batalion graniczny KOP „Nowe Święciany”                                | kompania graniczna KOP „Kołtyniany”                             | strażnica KOP „Baranowo”                         |                                                  |
| pułk KOP „Wilno”                                                              | batalion graniczny KOP „Nowe Święciany”                                | kompania graniczna KOP „Kołtyniany”                             | strażnica KOP „Postawiszki”                      |                                                  |
| pułk KOP „Wilno”                                                              | batalion graniczny KOP „Nowe Święciany”                                | kompania graniczna KOP „Kołtyniany”                             | strażnica KOP „Antoledzie”                       |                                                  |
| pułk KOP „Wilno”                                                              | batalion graniczny KOP „Nowe Święciany”                                | kompania graniczna KOP „Kołtyniany”                             | strażnica KOP „Kurynie”                          |                                                  |
| pułk KOP „Wilno”                                                              | batalion graniczny KOP „Nowe Święciany”                                | kompania graniczna KOP „Kołtyniany”                             | strażnica KOP „Łyngmiany”                        |                                                  |
| pułk KOP „Wilno”                                                              | batalion graniczny KOP „Nowe Święciany”                                | kompania graniczna KOP „Kołtyniany”                             | strażnica KOP „Antołksna”                        |                                                  |
| pułk KOP „Wilno”                                                              | batalion graniczny KOP „Nowe Święciany”                                | kompania graniczna KOP „Kozaczyzna”                             | strażnica KOP „Mejrany”                          |                                                  |
| pułk KOP „Wilno”                                                              | batalion graniczny KOP „Nowe Święciany”                                | kompania graniczna KOP „Kozaczyzna”                             | strażnica KOP „Michalino”                        |                                                  |
| pułk KOP „Wilno”                                                              | batalion graniczny KOP „Nowe Święciany”                                | kompania graniczna KOP „Kozaczyzna”                             | strażnica KOP „Marianowo”                        |                                                  |
| pułk KOP „Wilno”                                                              | batalion graniczny KOP „Nowe Święciany”                                | kompania graniczna KOP „Kozaczyzna”                             | strażnica KOP „Dowornopol”                       |                                                  |
| pułk KOP „Wilno”                                                              | batalion graniczny KOP „Nowe Święciany”                                | kompania graniczna KOP „Kozaczyzna”                             | strażnica KOP „Kuraniszki”                       |                                                  |
| pułk KOP „Wilno”                                                              | batalion graniczny KOP „Nowe Święciany”                                | kompania graniczna KOP „Dukszty”                                | strażnica KOP „Antonowo”                         |                                                  |
| pułk KOP „Wilno”                                                              | batalion graniczny KOP „Nowe Święciany”                                | kompania graniczna KOP „Dukszty”                                | strażnica KOP „Samanta”                          |                                                  |
| pułk KOP „Wilno”                                                              | batalion graniczny KOP „Nowe Święciany”                                | kompania graniczna KOP „Dukszty”                                | strażnica KOP „Gajlutyszki”                      |                                                  |
| pułk KOP „Wilno”                                                              | batalion graniczny KOP „Nowe Święciany”                                | kompania graniczna KOP „Dukszty”                                | strażnica KOP „Smoławy”                          |                                                  |
| pułk KOP „Wilno”                                                              | batalion graniczny KOP „Nowe Święciany”                                | kompania graniczna KOP „Dukszty”                                | strażnica KOP „Dulkiszki”                        |                                                  |
| pułk KOP „Wilno”                                                              | batalion graniczny KOP „Nowe Święciany”                                | kompania odwodowa w Ignalinie                                   |                                                  |                                                  |
| pułk KOP „Wilno”                                                              | batalion graniczny KOP „Nowe Święciany”                                | kompania ciężkich karabinów maszynowych w Ignalinie             |                                                  |                                                  |
| pułk KOP „Wilno”                                                              | batalion graniczny KOP „Nowe Święciany”                                | pluton łączności w Nowych Święcianach                           |                                                  |                                                  |
| pułk KOP „Wilno”                                                              | batalion graniczny KOP „Nowe Święciany”                                | posterunek żandarmerii KOP „Nowe Świeciany”                     |                                                  |                                                  |
| pułk KOP „Wilno”                                                              | batalion graniczny KOP „Nowe Święciany”                                | komenda powiatu Przysposobienia Wojskowego w Nowych Święcianach |                                                  |                                                  |
| pułk KOP „Wilno”                                                              | szwadron kawalerii KOP „Nowe Świeciany”                                |                                                                 |                                                  |                                                  |
| pułk KOP „Wilno”                                                              | placówka wywiadowcza nr 2 w Wilnie                                     |                                                                 |                                                  |                                                  |
| pułk KOP „Wilno”                                                              | komenda rejonu Przysposobienia Wojskowego „Wilno”                      |                                                                 |                                                  |                                                  |
| pułk KOP „Wilno”                                                              | posterunek żandarmerii KOP „Wilno” w Nowych Trokach                    |                                                                 |                                                  |                                                  |
| pułk KOP „Wilno”                                                              | Inspektor północnej grupy szwadronów kawalerii w Wilnie                |                                                                 |                                                  |                                                  |
| pułk KOP „Wilno”                                                              | Lekarz weterynarii rejonu północnego w Wilnie                          |                                                                 |                                                  |                                                  |
| pułk KOP „Głębokie”                                                           | batalion graniczny KOP „Słobódka”                                      | 2 kompania graniczna KOP „Mieżany”                              | strażnica KOP „Turmont”                          |                                                  |
| pułk KOP „Głębokie”                                                           | batalion graniczny KOP „Słobódka”                                      | 2 kompania graniczna KOP „Mieżany”                              | strażnica KOP „Nowiki”                           |                                                  |
| pułk KOP „Głębokie”                                                           | batalion graniczny KOP „Słobódka”                                      | 2 kompania graniczna KOP „Mieżany”                              | strażnica KOP „Mieżany”                          |                                                  |
| pułk KOP „Głębokie”                                                           | batalion graniczny KOP „Słobódka”                                      | 2 kompania graniczna KOP „Mieżany”                              | strażnica KOP „Anopol”                           |                                                  |
| pułk KOP „Głębokie”                                                           | batalion graniczny KOP „Słobódka”                                      | 2 kompania graniczna KOP „Mieżany”                              | strażnica KOP „Pluszkiety”                       |                                                  |
| pułk KOP „Głębokie”                                                           | batalion graniczny KOP „Słobódka”                                      | 3 kompania graniczna KOP „Dundery”                              | strażnica KOP „Dubinowo”                         |                                                  |
| pułk KOP „Głębokie”                                                           | batalion graniczny KOP „Słobódka”                                      | 3 kompania graniczna KOP „Dundery”                              | strażnica KOP „Świlemieście”                     |                                                  |
| pułk KOP „Głębokie”                                                           | batalion graniczny KOP „Słobódka”                                      | 3 kompania graniczna KOP „Dundery”                              | strażnica KOP „Dumaryszki”                       |                                                  |
| pułk KOP „Głębokie”                                                           | batalion graniczny KOP „Słobódka”                                      | 3 kompania graniczna KOP „Dundery”                              | strażnica KOP „Berce”                            |                                                  |
| pułk KOP „Głębokie”                                                           | batalion graniczny KOP „Słobódka”                                      | 1 kompania graniczna KOP „Druja”                                | strażnica KOP „Bałuje”                           |                                                  |
| pułk KOP „Głębokie”                                                           | batalion graniczny KOP „Słobódka”                                      | 1 kompania graniczna KOP „Druja”                                | strażnica KOP „Druja”                            |                                                  |
| pułk KOP „Głębokie”                                                           | batalion graniczny KOP „Słobódka”                                      | 1 kompania graniczna KOP „Druja”                                | strażnica KOP „Stajki”                           |                                                  |
| pułk KOP „Głębokie”                                                           | batalion graniczny KOP „Słobódka”                                      | kompania odwodowa w Słobódce                                    |                                                  |                                                  |
| pułk KOP „Głębokie”                                                           | batalion graniczny KOP „Słobódka”                                      | kompania ciężkich karabinów maszynowych w Słobódce              |                                                  |                                                  |
| pułk KOP „Głębokie”                                                           | batalion graniczny KOP „Słobódka”                                      | pluton łączności w Słobódce                                     |                                                  |                                                  |
| pułk KOP „Głębokie”                                                           | batalion graniczny KOP „Słobódka”                                      | posterunek żandarmerii KOP „Słobódka”                           |                                                  |                                                  |
| pułk KOP „Głębokie”                                                           | batalion graniczny KOP „Słobódka”                                      | komenda powiatu Przysposobienia Wojskowego w Brasławiu          |                                                  |                                                  |
| pułk KOP „Głębokie”                                                           | batalion graniczny KOP „Łużki”                                         | 3 kompania graniczna KOP „Leonpol”                              | strażnica KOP „Czuryłowo”                        |                                                  |
| pułk KOP „Głębokie”                                                           | batalion graniczny KOP „Łużki”                                         | 3 kompania graniczna KOP „Leonpol”                              | strażnica KOP „Leonpol”                          |                                                  |
| pułk KOP „Głębokie”                                                           | batalion graniczny KOP „Łużki”                                         | 3 kompania graniczna KOP „Leonpol”                              | strażnica KOP „Słoboda”                          |                                                  |
| pułk KOP „Głębokie”                                                           | batalion graniczny KOP „Łużki”                                         | 1 kompania graniczna KOP „Małaszki”                             | strażnica KOP „Oleszczenica”                     |                                                  |
| pułk KOP „Głębokie”                                                           | batalion graniczny KOP „Łużki”                                         | 1 kompania graniczna KOP „Małaszki”                             | strażnica KOP „Hrychorowicze”                    |                                                  |
| pułk KOP „Głębokie”                                                           | batalion graniczny KOP „Łużki”                                         | 1 kompania graniczna KOP „Małaszki”                             | strażnica KOP „Dzisna”                           |                                                  |
| pułk KOP „Głębokie”                                                           | batalion graniczny KOP „Łużki”                                         | 2 kompania graniczna KOP „Ćwiecino”                             | strażnica KOP „Czerepy”                          |                                                  |
| pułk KOP „Głębokie”                                                           | batalion graniczny KOP „Łużki”                                         | 2 kompania graniczna KOP „Ćwiecino”                             | strażnica KOP „Kopciowo”                         |                                                  |
| pułk KOP „Głębokie”                                                           | batalion graniczny KOP „Łużki”                                         | 2 kompania graniczna KOP „Ćwiecino”                             | strażnica KOP „Siergiejszczyki”                  |                                                  |
| pułk KOP „Głębokie”                                                           | batalion graniczny KOP „Łużki”                                         | kompania odwodowa w Łużkach                                     |                                                  |                                                  |
| pułk KOP „Głębokie”                                                           | batalion graniczny KOP „Łużki”                                         | kompania ciężkich karabinów maszynowych w Łużkach               |                                                  |                                                  |
| pułk KOP „Głębokie”                                                           | batalion graniczny KOP „Łużki”                                         | kompania ciężkich karabinów maszynowych w Łużkach               |                                                  |                                                  |
| pułk KOP „Głębokie”                                                           | batalion graniczny KOP „Łużki”                                         | posterunek żandarmerii KOP „Łużki”                              |                                                  |                                                  |
| pułk KOP „Głębokie”                                                           | batalion graniczny KOP „Podświle”                                      | 2 kompania graniczna KOP „Prozoroki”                            | strażnica KOP „Parczyńszczyzna”                  |                                                  |
| pułk KOP „Głębokie”                                                           | batalion graniczny KOP „Podświle”                                      | 2 kompania graniczna KOP „Prozoroki”                            | strażnica KOP „Zahacie”                          |                                                  |
| pułk KOP „Głębokie”                                                           | batalion graniczny KOP „Podświle”                                      | 2 kompania graniczna KOP „Prozoroki”                            | strażnica KOP „Stelmachowo”                      |                                                  |
| pułk KOP „Głębokie”                                                           | batalion graniczny KOP „Podświle”                                      | 3 kompania graniczna KOP „Dziwniki”                             | strażnica KOP „Jałówka”                          |                                                  |
| pułk KOP „Głębokie”                                                           | batalion graniczny KOP „Podświle”                                      | 3 kompania graniczna KOP „Dziwniki”                             | strażnica KOP „Osinówka”                         |                                                  |
| pułk KOP „Głębokie”                                                           | batalion graniczny KOP „Podświle”                                      | 3 kompania graniczna KOP „Dziwniki”                             | strażnica KOP „Kamienny Wóz”                     |                                                  |
| pułk KOP „Głębokie”                                                           | batalion graniczny KOP „Podświle”                                      | 1 kompania graniczna KOP „Krzyżówka”                            | strażnica KOP „Hornowo”                          |                                                  |
| pułk KOP „Głębokie”                                                           | batalion graniczny KOP „Podświle”                                      | 1 kompania graniczna KOP „Krzyżówka”                            | strażnica KOP „Trocianica”                       |                                                  |
| pułk KOP „Głębokie”                                                           | batalion graniczny KOP „Podświle”                                      | kompania odwodowa w Podświlu                                    |                                                  |                                                  |
| pułk KOP „Głębokie”                                                           | batalion graniczny KOP „Podświle”                                      | kompania ciężkich karabinów maszynowych w Podświlu              |                                                  |                                                  |
| pułk KOP „Głębokie”                                                           | batalion graniczny KOP „Podświle”                                      | pluton łączności w Podświlu                                     |                                                  |                                                  |
| pułk KOP „Głębokie”                                                           | batalion graniczny KOP „Podświle”                                      | posterunek żandarmerii KOP „Podświle”                           |                                                  |                                                  |
| pułk KOP „Głębokie”                                                           | batalion odwodowy KOP „Berezwecz”                                      | 1 kompania szkolna strzelecka w Berezweczu                      | 1 kompania szkolna strzelecka w Berezweczu       |                                                  |
| pułk KOP „Głębokie”                                                           | batalion odwodowy KOP „Berezwecz”                                      | 2 kompania strzelecka w Berezweczu                              |                                                  |                                                  |
| pułk KOP „Głębokie”                                                           | batalion odwodowy KOP „Berezwecz”                                      | kompania ciężkich karabinów maszynowych w Berezweczu            |                                                  |                                                  |
| pułk KOP „Głębokie”                                                           | szwadron kawalerii KOP „Druja”                                         |                                                                 |                                                  |                                                  |
| pułk KOP „Głębokie”                                                           | szwadron kawalerii KOP „Łużki”                                         |                                                                 |                                                  |                                                  |
| pułk KOP „Głębokie”                                                           | szwadron kawalerii KOP „Podświle”                                      |                                                                 |                                                  |                                                  |
| pułk KOP „Głębokie”                                                           | stacja gołębi pocztowych KOP „Postawy”                                 |                                                                 |                                                  |                                                  |
| pułk KOP „Głębokie”                                                           | placówka wywiadowcza KOP nr 3 w Głębokiem                              |                                                                 |                                                  |                                                  |
| pułk KOP „Głębokie”                                                           | komenda powiatu Przysposobienia Wojskowego „Dzisna” w Głębokiem        |                                                                 |                                                  |                                                  |
| pułk KOP „Głębokie”                                                           | posterunek żandarmerii KOP „Dzisna” (?) w Głębokiem                    |                                                                 |                                                  |                                                  |
| pułk KOP „Wilejka”                                                            | batalion graniczny KOP „Budsław”                                       | 4 kompania graniczna KOP „Dokszyce”                             | strażnica KOP „Porzecze”                         |                                                  |
| pułk KOP „Wilejka”                                                            | batalion graniczny KOP „Budsław”                                       | 4 kompania graniczna KOP „Dokszyce”                             | strażnica KOP „Antonopol”                        |                                                  |
| pułk KOP „Wilejka”                                                            | batalion graniczny KOP „Budsław”                                       | 4 kompania graniczna KOP „Dokszyce”                             | strażnica KOP „Pohulanka”                        |                                                  |
| pułk KOP „Wilejka”                                                            | batalion graniczny KOP „Budsław”                                       | 4 kompania graniczna KOP „Dokszyce”                             | strażnica KOP „Komajsk”                          |                                                  |
| pułk KOP „Wilejka”                                                            | batalion graniczny KOP „Budsław”                                       | 2 kompania graniczna KOP „Hnieździłów”                          | strażnica KOP „Wiereciejka”                      |                                                  |
| pułk KOP „Wilejka”                                                            | batalion graniczny KOP „Budsław”                                       | 2 kompania graniczna KOP „Hnieździłów”                          | strażnica KOP „Worony”                           |                                                  |
| pułk KOP „Wilejka”                                                            | batalion graniczny KOP „Budsław”                                       | 2 kompania graniczna KOP „Hnieździłów”                          | strażnica KOP „Wordomicze”                       |                                                  |
| pułk KOP „Wilejka”                                                            | batalion graniczny KOP „Budsław”                                       | 3 kompania graniczna KOP „Dołhinów”                             | strażnica KOP „Milcza”                           |                                                  |
| pułk KOP „Wilejka”                                                            | batalion graniczny KOP „Budsław”                                       | 3 kompania graniczna KOP „Dołhinów”                             | strażnica KOP „Pohost”                           |                                                  |
| pułk KOP „Wilejka”                                                            | batalion graniczny KOP „Budsław”                                       | 3 kompania graniczna KOP „Dołhinów”                             | strażnica KOP „Karolin”                          |                                                  |
| pułk KOP „Wilejka”                                                            | batalion graniczny KOP „Budsław”                                       | 1 kompania graniczna KOP „Olkowicze”                            | strażnica KOP „Soczewki”                         |                                                  |
| pułk KOP „Wilejka”                                                            | batalion graniczny KOP „Budsław”                                       | 1 kompania graniczna KOP „Olkowicze”                            | strażnica KOP „Pasieki”                          |                                                  |
| pułk KOP „Wilejka”                                                            | batalion graniczny KOP „Budsław”                                       | 1 kompania graniczna KOP „Olkowicze”                            | strażnica KOP „Zaciemień”                        |                                                  |
| pułk KOP „Wilejka”                                                            | batalion graniczny KOP „Budsław”                                       | kompania odwodowa w Budsławiu                                   |                                                  |                                                  |
| pułk KOP „Wilejka”                                                            | batalion graniczny KOP „Budsław”                                       | kompania ciężkich karabinów maszynowych w Budsławiu             |                                                  |                                                  |
| pułk KOP „Wilejka”                                                            | batalion graniczny KOP „Budsław”                                       | pluton łączności w Budsławiu                                    |                                                  |                                                  |
| pułk KOP „Wilejka”                                                            | batalion graniczny KOP „Budsław”                                       | posterunek żandarmerii KOP „Budsław”                            |                                                  |                                                  |
| pułk KOP „Wilejka”                                                            | batalion graniczny KOP „Krasne”                                        | 2 kompania graniczna KOP „Bryckie”                              | strażnica KOP „Borki”                            |                                                  |
| pułk KOP „Wilejka”                                                            | batalion graniczny KOP „Krasne”                                        | 2 kompania graniczna KOP „Bryckie”                              | strażnica KOP „Zalesie”                          |                                                  |
| pułk KOP „Wilejka”                                                            | batalion graniczny KOP „Krasne”                                        | 2 kompania graniczna KOP „Bryckie”                              | strażnica KOP „Łowcewicze”                       |                                                  |
| pułk KOP „Wilejka”                                                            | batalion graniczny KOP „Krasne”                                        | 3 kompania graniczna KOP „Bakszty”                              | strażnica KOP „Budźki”                           |                                                  |
| pułk KOP „Wilejka”                                                            | batalion graniczny KOP „Krasne”                                        | 3 kompania graniczna KOP „Bakszty”                              | strażnica KOP „Bakszty Małe”                     |                                                  |
| pułk KOP „Wilejka”                                                            | batalion graniczny KOP „Krasne”                                        | 3 kompania graniczna KOP „Bakszty”                              | strażnica KOP „Radoszkowice”                     |                                                  |
| pułk KOP „Wilejka”                                                            | batalion graniczny KOP „Krasne”                                        | 1 Kompania graniczna KOP „Dubrowa”                              | strażnica KOP „Powiazyń”                         |                                                  |
| pułk KOP „Wilejka”                                                            | batalion graniczny KOP „Krasne”                                        | 1 Kompania graniczna KOP „Dubrowa”                              | strażnica KOP „Wiazyń”                           |                                                  |
| pułk KOP „Wilejka”                                                            | batalion graniczny KOP „Krasne”                                        | 1 Kompania graniczna KOP „Dubrowa”                              | strażnica KOP „Szapowały”                        |                                                  |
| pułk KOP „Wilejka”                                                            | batalion graniczny KOP „Krasne”                                        | kompania odwodowa w Krasnem                                     |                                                  |                                                  |
| pułk KOP „Wilejka”                                                            | batalion graniczny KOP „Krasne”                                        | kompania ciężkich karabinów maszynowych w Krasnem               |                                                  |                                                  |
| pułk KOP „Wilejka”                                                            | batalion graniczny KOP „Krasne”                                        | pluton łączności w Krasnem                                      |                                                  |                                                  |
| pułk KOP „Wilejka”                                                            | batalion graniczny KOP „Krasne”                                        | posterunek żandarmerii KOP „Krasne”                             |                                                  |                                                  |
| pułk KOP „Wilejka”                                                            | batalion graniczny KOP „Krasne”                                        | komenda pasa granicznego Przysposobienia Wojskowego „Krasne” ?  |                                                  |                                                  |
| pułk KOP „Wilejka”                                                            | batalion odwodowy KOP „Wilejka”                                        | 1 kompania szkolna                                              | 1 kompania szkolna                               |                                                  |
| pułk KOP „Wilejka”                                                            | batalion odwodowy KOP „Wilejka”                                        | 2 kompania strzelecka                                           |                                                  |                                                  |
| pułk KOP „Wilejka”                                                            | szwadron kawalerii KOP „Budsław”                                       |                                                                 |                                                  |                                                  |
| pułk KOP „Wilejka”                                                            | szwadron kawalerii KOP „Krasne”                                        |                                                                 |                                                  |                                                  |
| pułk KOP „Wilejka”                                                            | kompania saperów KOP „Wilejka”                                         |                                                                 |                                                  |                                                  |
| pułk KOP „Wilejka”                                                            | stacja gołębi pocztowych KOP „Smorgonie”                               |                                                                 |                                                  |                                                  |
| pułk KOP „Wilejka”                                                            | placówka wywiadowcza KOP nr 4 w Wilejce                                |                                                                 |                                                  |                                                  |
| pułk KOP „Wilejka”                                                            | komenda powiatu Przysposobienia Wojskowego „Wilejka”                   |                                                                 |                                                  |                                                  |
| pułk KOP „Wilejka”                                                            | pluton żandarmerii „Wilejka”                                           |                                                                 |                                                  |                                                  |
| pułk KOP „Wilejka”                                                            | posterunek żandarmerii „Wilejka”                                       |                                                                 |                                                  |                                                  |
| pułk KOP „Wilejka”                                                            | kierownictwo II rejonu intendentury w Wilejce                          |                                                                 |                                                  |                                                  |
| pułk KOP „Wołożyn”                                                            | batalion graniczny KOP „Iwieniec”                                      | 2 kompania graniczna KOP „Raków”                                | strażnica KOP „Kuczkuny”                         |                                                  |
| pułk KOP „Wołożyn”                                                            | batalion graniczny KOP „Iwieniec”                                      | 2 kompania graniczna KOP „Raków”                                | strażnica KOP „Pomorszczyzna”                    |                                                  |
| pułk KOP „Wołożyn”                                                            | batalion graniczny KOP „Iwieniec”                                      | 1 kompania graniczna KOP „Żebrowszczyzna”                       | strażnica KOP „Zagajno”                          |                                                  |
| pułk KOP „Wołożyn”                                                            | batalion graniczny KOP „Iwieniec”                                      | 1 kompania graniczna KOP „Żebrowszczyzna”                       | strażnica KOP „Wołma”                            |                                                  |
| pułk KOP „Wołożyn”                                                            | batalion graniczny KOP „Iwieniec”                                      | 1 kompania graniczna KOP „Żebrowszczyzna”                       | strażnica KOP „Joachimowo”                       |                                                  |
| pułk KOP „Wołożyn”                                                            | batalion graniczny KOP „Iwieniec”                                      | kompania odwodowa w Iwieńcu                                     |                                                  |                                                  |
| pułk KOP „Wołożyn”                                                            | batalion graniczny KOP „Iwieniec”                                      | kompania ciężkich karabinów maszynowych w Iwieńcu               |                                                  |                                                  |
| pułk KOP „Wołożyn”                                                            | batalion graniczny KOP „Iwieniec”                                      | pluton łączności w Iwieńcu                                      |                                                  |                                                  |
| pułk KOP „Wołożyn”                                                            | batalion graniczny KOP „Iwieniec”                                      | posterunek żandarmerii „Iwieniec”                               |                                                  |                                                  |
| pułk KOP „Wołożyn”                                                            | batalion odwodowy KOP „Wołożyn”                                        | 1 kompania szkolna strzelecka w Wołożynie                       | 1 kompania szkolna strzelecka w Wołożynie        |                                                  |
| pułk KOP „Wołożyn”                                                            | batalion odwodowy KOP „Wołożyn”                                        | 2 kompania szkolna strzelecka w Wołożynie                       |                                                  |                                                  |
| pułk KOP „Wołożyn”                                                            | batalion odwodowy KOP „Wołożyn”                                        | 3 kompania strzelecka w Wołożynie                               |                                                  |                                                  |
| pułk KOP „Wołożyn”                                                            | batalion odwodowy KOP „Wołożyn”                                        | kompania ciężkich karabinów maszynowych w Wołożynie             |                                                  |                                                  |
| pułk KOP „Wołożyn”                                                            | batalion odwodowy KOP „Wołożyn”                                        | pluton łączności w Wołożynie                                    |                                                  |                                                  |
| pułk KOP „Wołożyn”                                                            | szwadron kawalerii KOP „Iwieniec”                                      |                                                                 |                                                  |                                                  |
| pułk KOP „Wołożyn”                                                            | stacja gołębi pocztowych KOP „Bogdanów” w Bohdanowie                   |                                                                 |                                                  |                                                  |
| pułk KOP „Wołożyn”                                                            | komenda powiatu Przysposobienia Wojskowego „Wołożyn”                   |                                                                 |                                                  |                                                  |
| pułk KOP „Wołożyn”                                                            | posterunek żandarmerii KOP „Wołożyn”                                   |                                                                 |                                                  |                                                  |
| pułk KOP „Snów” m.p. Baranowicze                                              | batalion graniczny KOP „Stołpce”                                       | 5 kompania graniczna KOP „Stasiewszczyzna”                      | strażnica KOP „Bardzie”                          |                                                  |
| pułk KOP „Snów” m.p. Baranowicze                                              | batalion graniczny KOP „Stołpce”                                       | 5 kompania graniczna KOP „Stasiewszczyzna”                      | strażnica KOP „Bosmany”                          |                                                  |
| pułk KOP „Snów” m.p. Baranowicze                                              | batalion graniczny KOP „Stołpce”                                       | 5 kompania graniczna KOP „Stasiewszczyzna”                      | strażnica KOP „Morozowicze”                      |                                                  |
| pułk KOP „Snów” m.p. Baranowicze                                              | batalion graniczny KOP „Stołpce”                                       | 4 kompania graniczna KOP „Rubieżewicze”                         | strażnica KOP „Rubieżewicze”                     |                                                  |
| pułk KOP „Snów” m.p. Baranowicze                                              | batalion graniczny KOP „Stołpce”                                       | 4 kompania graniczna KOP „Rubieżewicze”                         | strażnica KOP „Oleszkowo”                        |                                                  |
| pułk KOP „Snów” m.p. Baranowicze                                              | batalion graniczny KOP „Stołpce”                                       | 4 kompania graniczna KOP „Rubieżewicze”                         | strażnica KOP „Borkowszczyzna”                   |                                                  |
| pułk KOP „Snów” m.p. Baranowicze                                              | batalion graniczny KOP „Stołpce”                                       | 3 kompania graniczna KOP „Kołosowo”                             | strażnica KOP „Samochwały”                       |                                                  |
| pułk KOP „Snów” m.p. Baranowicze                                              | batalion graniczny KOP „Stołpce”                                       | 3 kompania graniczna KOP „Kołosowo”                             | strażnica KOP „Kołosowo”                         |                                                  |
| pułk KOP „Snów” m.p. Baranowicze                                              | batalion graniczny KOP „Stołpce”                                       | 3 kompania graniczna KOP „Kołosowo”                             | strażnica KOP „Smolarnia”                        |                                                  |
| pułk KOP „Snów” m.p. Baranowicze                                              | batalion graniczny KOP „Stołpce”                                       | 3 kompania graniczna KOP „Kołosowo”                             | strażnica KOP „Świerynowo”                       |                                                  |
| pułk KOP „Snów” m.p. Baranowicze                                              | batalion graniczny KOP „Stołpce”                                       | 1 kompania graniczna KOP „Mikołajewszczyzna”                    | strażnica KOP „Las Połosiański”                  |                                                  |
| pułk KOP „Snów” m.p. Baranowicze                                              | batalion graniczny KOP „Stołpce”                                       | 1 kompania graniczna KOP „Mikołajewszczyzna”                    | strażnica KOP „Połośnia”                         |                                                  |
| pułk KOP „Snów” m.p. Baranowicze                                              | batalion graniczny KOP „Stołpce”                                       | 2 kompania graniczna KOP „Siejłowicze”                          | strażnica KOP „Buzuny”                           |                                                  |
| pułk KOP „Snów” m.p. Baranowicze                                              | batalion graniczny KOP „Stołpce”                                       | 2 kompania graniczna KOP „Siejłowicze”                          | strażnica KOP „Juszewicze”                       |                                                  |
| pułk KOP „Snów” m.p. Baranowicze                                              | batalion graniczny KOP „Stołpce”                                       | 2 kompania graniczna KOP „Siejłowicze”                          | strażnica KOP „Sołtanowszczyzna”                 |                                                  |
| pułk KOP „Snów” m.p. Baranowicze                                              | batalion graniczny KOP „Stołpce”                                       | 2 kompania graniczna KOP „Siejłowicze”                          | strażnica KOP „Łozowicze”                        |                                                  |
| pułk KOP „Snów” m.p. Baranowicze                                              | batalion graniczny KOP „Stołpce”                                       | kompania odwodowa w Stołpcach                                   |                                                  |                                                  |
| pułk KOP „Snów” m.p. Baranowicze                                              | batalion graniczny KOP „Stołpce”                                       | kompania ciężkich karabinów maszynowych w Stołpcach             |                                                  |                                                  |
| pułk KOP „Snów” m.p. Baranowicze                                              | batalion graniczny KOP „Stołpce”                                       | pluton łączności w Stołpcach                                    |                                                  |                                                  |
| pułk KOP „Snów” m.p. Baranowicze                                              | batalion graniczny KOP „Stołpce”                                       | komenda powiatu Przysposobienia Wojskowego „Stołpce”            |                                                  |                                                  |
| pułk KOP „Snów” m.p. Baranowicze                                              | batalion graniczny KOP „Stołpce”                                       | posterunek żandarmerii „Stołpce”                                |                                                  |                                                  |
| pułk KOP „Snów” m.p. Baranowicze                                              | batalion graniczny KOP „Kleck”                                         | 3 kompania graniczna KOP „Smolicze”                             | strażnica KOP „Marysin”                          |                                                  |
| pułk KOP „Snów” m.p. Baranowicze                                              | batalion graniczny KOP „Kleck”                                         | 3 kompania graniczna KOP „Smolicze”                             | strażnica KOP „Połokowicze”                      |                                                  |
| pułk KOP „Snów” m.p. Baranowicze                                              | batalion graniczny KOP „Kleck”                                         | 3 kompania graniczna KOP „Smolicze”                             | strażnica KOP „Cyckowicze”                       |                                                  |
| pułk KOP „Snów” m.p. Baranowicze                                              | batalion graniczny KOP „Kleck”                                         | 1 kompania graniczna KOP „Lubieniec”                            | strażnica KOP „Korzeniowszczyzna”                |                                                  |
| pułk KOP „Snów” m.p. Baranowicze                                              | batalion graniczny KOP „Kleck”                                         | 1 kompania graniczna KOP „Lubieniec”                            | strażnica KOP „Wielka Bałwań”                    |                                                  |
| pułk KOP „Snów” m.p. Baranowicze                                              | batalion graniczny KOP „Kleck”                                         | 1 kompania graniczna KOP „Lubieniec”                            | strażnica KOP „Ciecierowiec”                     |                                                  |
| pułk KOP „Snów” m.p. Baranowicze                                              | batalion graniczny KOP „Kleck”                                         | 2 kompania graniczna KOP „Chominka”                             | strażnica KOP „Kuncowszczyzna”                   |                                                  |
| pułk KOP „Snów” m.p. Baranowicze                                              | batalion graniczny KOP „Kleck”                                         | 2 kompania graniczna KOP „Chominka”                             | strażnica KOP „Helenowo”                         |                                                  |
| pułk KOP „Snów” m.p. Baranowicze                                              | batalion graniczny KOP „Kleck”                                         | kompania odwodowa w Klecku                                      |                                                  |                                                  |
| pułk KOP „Snów” m.p. Baranowicze                                              | batalion graniczny KOP „Kleck”                                         | kompania ciężkich karabinów maszynowych w Klecku                |                                                  |                                                  |
| pułk KOP „Snów” m.p. Baranowicze                                              | batalion graniczny KOP „Kleck”                                         | pluton łączności w Klecku                                       |                                                  |                                                  |
| pułk KOP „Snów” m.p. Baranowicze                                              | batalion graniczny KOP „Kleck”                                         | komenda powiatu Przysposobienia Wojskowego „Nieśwież”           |                                                  |                                                  |
| pułk KOP „Snów” m.p. Baranowicze                                              | batalion graniczny KOP „Kleck”                                         | posterunek żandarmerii „Kleck”                                  |                                                  |                                                  |
| pułk KOP „Snów” m.p. Baranowicze                                              | batalion odwodowy KOP „Snów”                                           | 1 kompania strzelecka w Snowie                                  | 1 kompania strzelecka w Snowie                   |                                                  |
| pułk KOP „Snów” m.p. Baranowicze                                              | batalion odwodowy KOP „Snów”                                           | 2 kompania strzelecka w Snowie                                  |                                                  |                                                  |
| pułk KOP „Snów” m.p. Baranowicze                                              | batalion odwodowy KOP „Snów”                                           | 1 kompania ciężkich karabinów maszynowych w Snowie              |                                                  |                                                  |
| pułk KOP „Snów” m.p. Baranowicze                                              | batalion odwodowy KOP „Snów”                                           | 2 kompania ciężkich karabinów maszynowych w Snowie              |                                                  |                                                  |
| pułk KOP „Snów” m.p. Baranowicze                                              | batalion odwodowy KOP „Snów”                                           | pluton łączności w Snowie                                       |                                                  |                                                  |
| pułk KOP „Snów” m.p. Baranowicze                                              | szwadron kawalerii KOP „Stołpce”                                       |                                                                 |                                                  |                                                  |
| pułk KOP „Snów” m.p. Baranowicze                                              | szwadron kawalerii KOP „Kleck”                                         |                                                                 |                                                  |                                                  |
| pułk KOP „Snów” m.p. Baranowicze                                              | bateria artylerii KOP „Kleck”                                          |                                                                 |                                                  |                                                  |
| pułk KOP „Snów” m.p. Baranowicze                                              | kompania saperów KOP „Stołpce”                                         |                                                                 |                                                  |                                                  |
| pułk KOP „Snów” m.p. Baranowicze                                              | stacja gołębi pocztowych KOP „Baranowicze”                             |                                                                 |                                                  |                                                  |
| pułk KOP „Snów” m.p. Baranowicze                                              | placówka wywiadowcza KOP nr 5 w Baranowiczach                          |                                                                 |                                                  |                                                  |
| pułk KOP „Snów” m.p. Baranowicze                                              | komenda rejonu Przysposobienia Wojskowego „Nowogródek” w Baranowiczach |                                                                 |                                                  |                                                  |
| pułk KOP „Snów” m.p. Baranowicze                                              | lekarz weterynarii rejonu środkowego w Baranowiczach                   |                                                                 |                                                  |                                                  |
| pułk KOP „Snów” m.p. Baranowicze                                              | posterunek żandarmerii KOP „Snów”                                      |                                                                 |                                                  |                                                  |
| Brygada KOP „Polesie” m.p. Łachwa                                             | batalion graniczny KOP „Ludwikowo”                                     | 1 kompania graniczna KOP „Chominka”                             | strażnica KOP „Rybna”                            |                                                  |
| Brygada KOP „Polesie” m.p. Łachwa                                             | batalion graniczny KOP „Ludwikowo”                                     | 1 kompania graniczna KOP „Chominka”                             | strażnica KOP „Jastrzębów”                       |                                                  |
| Brygada KOP „Polesie” m.p. Łachwa                                             | batalion graniczny KOP „Ludwikowo”                                     | 2 kompania graniczna KOP „Wysiłek”                              | strażnica KOP „Belina”                           |                                                  |
| Brygada KOP „Polesie” m.p. Łachwa                                             | batalion graniczny KOP „Ludwikowo”                                     | 2 kompania graniczna KOP „Wysiłek”                              | strażnica KOP „Nowy Rożan”                       |                                                  |
| Brygada KOP „Polesie” m.p. Łachwa                                             | batalion graniczny KOP „Ludwikowo”                                     | 2 kompania graniczna KOP „Wysiłek”                              | strażnica KOP „Wołma”                            |                                                  |
| Brygada KOP „Polesie” m.p. Łachwa                                             | batalion graniczny KOP „Ludwikowo”                                     | 3 kompania graniczna KOP „Hawrylczyce”                          | strażnica KOP „Wilk”                             |                                                  |
| Brygada KOP „Polesie” m.p. Łachwa                                             | batalion graniczny KOP „Ludwikowo”                                     | 3 kompania graniczna KOP „Hawrylczyce”                          | strażnica KOP „Myśino”                           |                                                  |
| Brygada KOP „Polesie” m.p. Łachwa                                             | batalion graniczny KOP „Ludwikowo”                                     | 3 kompania graniczna KOP „Hawrylczyce”                          | strażnica KOP „Dobre”                            |                                                  |
| Brygada KOP „Polesie” m.p. Łachwa                                             | batalion graniczny KOP „Ludwikowo”                                     | 3 kompania graniczna KOP „Hawrylczyce”                          | strażnica KOP „Rachowicze”                       |                                                  |
| Brygada KOP „Polesie” m.p. Łachwa                                             | batalion graniczny KOP „Ludwikowo”                                     | kompania odwodowa w Ludwikowie                                  |                                                  |                                                  |
| Brygada KOP „Polesie” m.p. Łachwa                                             | batalion graniczny KOP „Ludwikowo”                                     | kompania ciężkich karabinów maszynowych w Ludwikowie            |                                                  |                                                  |
| Brygada KOP „Polesie” m.p. Łachwa                                             | batalion graniczny KOP „Ludwikowo”                                     | pluton łączności w Ludwikowie                                   |                                                  |                                                  |
| Brygada KOP „Polesie” m.p. Łachwa                                             | batalion graniczny KOP „Ludwikowo”                                     | posterunek żandarmerii KOP „Ludwikowo”                          |                                                  |                                                  |
| Brygada KOP „Polesie” m.p. Łachwa                                             | batalion graniczny KOP „Sienkiewicze”                                  | 2 kompania graniczna KOP „Grabów”                               | strażnica KOP „Jaśkowicze”                       |                                                  |
| Brygada KOP „Polesie” m.p. Łachwa                                             | batalion graniczny KOP „Sienkiewicze”                                  | 2 kompania graniczna KOP „Grabów”                               | strażnica KOP „Morocz”                           |                                                  |
| Brygada KOP „Polesie” m.p. Łachwa                                             | batalion graniczny KOP „Sienkiewicze”                                  | 2 kompania graniczna KOP „Grabów”                               | strażnica KOP „Grabów”                           |                                                  |
| Brygada KOP „Polesie” m.p. Łachwa                                             | batalion graniczny KOP „Sienkiewicze”                                  | 3 kompania graniczna KOP „Lenin”                                | strażnica KOP „Riasto”                           |                                                  |
| Brygada KOP „Polesie” m.p. Łachwa                                             | batalion graniczny KOP „Sienkiewicze”                                  | 3 kompania graniczna KOP „Lenin”                                | strażnica KOP „Jowicze”                          |                                                  |
| Brygada KOP „Polesie” m.p. Łachwa                                             | batalion graniczny KOP „Sienkiewicze”                                  | 3 kompania graniczna KOP „Lenin”                                | strażnica KOP „Lenin”                            |                                                  |
| Brygada KOP „Polesie” m.p. Łachwa                                             | batalion graniczny KOP „Sienkiewicze”                                  | 1 kompania graniczna KOP „Pieszczniki”                          | strażnica KOP „Budy”                             |                                                  |
| Brygada KOP „Polesie” m.p. Łachwa                                             | batalion graniczny KOP „Sienkiewicze”                                  | 1 kompania graniczna KOP „Pieszczniki”                          | strażnica KOP „Rudnia”                           |                                                  |
| Brygada KOP „Polesie” m.p. Łachwa                                             | batalion graniczny KOP „Sienkiewicze”                                  | 1 kompania graniczna KOP „Pieszczniki”                          | strażnica KOP „Most”                             |                                                  |
| Brygada KOP „Polesie” m.p. Łachwa                                             | batalion graniczny KOP „Sienkiewicze”                                  | 1 kompania graniczna KOP „Pieszczniki”                          | strażnica KOP „Wilcza”                           |                                                  |
| Brygada KOP „Polesie” m.p. Łachwa                                             | batalion graniczny KOP „Sienkiewicze”                                  | kompania odwodowa w Sienkiewiczach                              |                                                  |                                                  |
| Brygada KOP „Polesie” m.p. Łachwa                                             | batalion graniczny KOP „Sienkiewicze”                                  | kompania ciężkich karabinów maszynowych w Sienkiewiczach        |                                                  |                                                  |
| Brygada KOP „Polesie” m.p. Łachwa                                             | batalion graniczny KOP „Sienkiewicze”                                  | pluton łączności w Sienkiewiczach                               |                                                  |                                                  |
| Brygada KOP „Polesie” m.p. Łachwa                                             | batalion graniczny KOP „Sienkiewicze”                                  | posterunek żandarmerii KOP „Polesie” w Sienkiewiczach           |                                                  |                                                  |
| Brygada KOP „Polesie” m.p. Łachwa                                             | batalion graniczny KOP „Sienkiewicze”                                  | komenda powiatu Przysposobienia Wojskowego „Łuniniec”           |                                                  |                                                  |
| Brygada KOP „Polesie” m.p. Łachwa                                             | batalion graniczny KOP „Dawidgródek”                                   | 1 kompania graniczna KOP „Olhomel”                              | strażnica KOP „Prypeć”                           |                                                  |
| Brygada KOP „Polesie” m.p. Łachwa                                             | batalion graniczny KOP „Dawidgródek”                                   | 1 kompania graniczna KOP „Olhomel”                              | strażnica KOP „Maleszewo”                        |                                                  |
| Brygada KOP „Polesie” m.p. Łachwa                                             | batalion graniczny KOP „Dawidgródek”                                   | 1 kompania graniczna KOP „Olhomel”                              | strażnica KOP „Tołmaczewo”                       |                                                  |
| Brygada KOP „Polesie” m.p. Łachwa                                             | batalion graniczny KOP „Dawidgródek”                                   | 1 kompania graniczna KOP „Olhomel”                              | strażnica KOP „Łutki”                            |                                                  |
| Brygada KOP „Polesie” m.p. Łachwa                                             | batalion graniczny KOP „Dawidgródek”                                   | 2 kompania graniczna KOP „Chutory Merlińskie”                   | strażnica KOP „Brzoza”                           |                                                  |
| Brygada KOP „Polesie” m.p. Łachwa                                             | batalion graniczny KOP „Dawidgródek”                                   | 2 kompania graniczna KOP „Chutory Merlińskie”                   | strażnica KOP „Korno”                            |                                                  |
| Brygada KOP „Polesie” m.p. Łachwa                                             | batalion graniczny KOP „Dawidgródek”                                   | 2 kompania graniczna KOP „Chutory Merlińskie”                   | strażnica KOP „Rubryń”                           |                                                  |
| Brygada KOP „Polesie” m.p. Łachwa                                             | batalion graniczny KOP „Dawidgródek”                                   | 3 kompania graniczna KOP „Kołki”                                | strażnica KOP „Kruźnica”                         |                                                  |
| Brygada KOP „Polesie” m.p. Łachwa                                             | batalion graniczny KOP „Dawidgródek”                                   | 3 kompania graniczna KOP „Kołki”                                | strażnica KOP „Łuczyna”                          |                                                  |
| Brygada KOP „Polesie” m.p. Łachwa                                             | batalion graniczny KOP „Dawidgródek”                                   | 3 kompania graniczna KOP „Kołki”                                | strażnica KOP „Chrapuń”                          |                                                  |
| Brygada KOP „Polesie” m.p. Łachwa                                             | batalion graniczny KOP „Dawidgródek”                                   | kompania odwodowa w Dawidgródku                                 |                                                  |                                                  |
| Brygada KOP „Polesie” m.p. Łachwa                                             | batalion graniczny KOP „Dawidgródek”                                   | kompania ciężkich karabinów maszynowych w Dawidgródku           |                                                  |                                                  |
| Brygada KOP „Polesie” m.p. Łachwa                                             | batalion graniczny KOP „Dawidgródek”                                   | pluton łączności w Dawidgródku                                  |                                                  |                                                  |
| Brygada KOP „Polesie” m.p. Łachwa                                             | batalion graniczny KOP „Dawidgródek”                                   | komenda powiatu Przysposobienia Wojskowego „Stolin”             |                                                  |                                                  |
| Brygada KOP „Polesie” m.p. Łachwa                                             | batalion graniczny KOP „Dawidgródek”                                   | posterunek żandarmerii KOP „Dawidgródek”                        |                                                  |                                                  |
| Brygada KOP „Polesie” m.p. Łachwa                                             | szwadron kawalerii KOP „Hancewicze”                                    |                                                                 |                                                  |                                                  |
| Brygada KOP „Polesie” m.p. Łachwa                                             | kompania saperów KOP „Stolin”                                          |                                                                 |                                                  |                                                  |
| Brygada KOP „Polesie” m.p. Łachwa                                             | placówka wywiadowcza KOP nr 6 w Łachwie                                |                                                                 |                                                  |                                                  |
| Brygada KOP „Polesie” m.p. Łachwa                                             | pluton żandarmerii KOP „Łachwa”                                        |                                                                 |                                                  |                                                  |
| Brygada KOP „Polesie” m.p. Łachwa                                             | kierownictwo III rejonu infrastruktury w Łachwie                       |                                                                 |                                                  |                                                  |
| pułk KOP „Sarny”                                                              | batalion graniczny KOP „Rokitno”                                       | 3 kompania graniczna KOP „Wojtkiewicze”                         | strażnica KOP „Somity”                           |                                                  |
| pułk KOP „Sarny”                                                              | batalion graniczny KOP „Rokitno”                                       | 3 kompania graniczna KOP „Wojtkiewicze”                         | strażnica KOP „Budki Wojtkiewickie”              |                                                  |
| pułk KOP „Sarny”                                                              | batalion graniczny KOP „Rokitno”                                       | 3 kompania graniczna KOP „Wojtkiewicze”                         | strażnica KOP „Wysoczyczyn”                      |                                                  |
| pułk KOP „Sarny”                                                              | batalion graniczny KOP „Rokitno”                                       | 3 kompania graniczna KOP „Wojtkiewicze”                         | strażnica KOP „Dwór”                             |                                                  |
| pułk KOP „Sarny”                                                              | batalion graniczny KOP „Rokitno”                                       | 3 kompania graniczna KOP „Wojtkiewicze”                         | strażnica KOP „Zaklętne”                         |                                                  |
| pułk KOP „Sarny”                                                              | batalion graniczny KOP „Rokitno”                                       | 2 kompania graniczna KOP „Białowiż”                             | strażnica KOP „Kupiel”                           |                                                  |
| pułk KOP „Sarny”                                                              | batalion graniczny KOP „Rokitno”                                       | 2 kompania graniczna KOP „Białowiż”                             | strażnica KOP „Muszynia”                         |                                                  |
| pułk KOP „Sarny”                                                              | batalion graniczny KOP „Rokitno”                                       | 2 kompania graniczna KOP „Białowiż”                             | strażnica KOP „Białowiż”                         |                                                  |
| pułk KOP „Sarny”                                                              | batalion graniczny KOP „Rokitno”                                       | 2 kompania graniczna KOP „Białowiż”                             | strażnica KOP „Żelechowo”                        |                                                  |
| pułk KOP „Sarny”                                                              | batalion graniczny KOP „Rokitno”                                       | 2 kompania graniczna KOP „Białowiż”                             | strażnica KOP „Osetyszcze”                       |                                                  |
| pułk KOP „Sarny”                                                              | batalion graniczny KOP „Rokitno”                                       | 1 kompania graniczna KOP „Ostki”                                | strażnica KOP „Serebranka”                       |                                                  |
| pułk KOP „Sarny”                                                              | batalion graniczny KOP „Rokitno”                                       | 1 kompania graniczna KOP „Ostki”                                | strażnica KOP „Dubno”                            |                                                  |
| pułk KOP „Sarny”                                                              | batalion graniczny KOP „Rokitno”                                       | 1 kompania graniczna KOP „Ostki”                                | strażnica KOP „Budki Snowidowickie”              |                                                  |
| pułk KOP „Sarny”                                                              | batalion graniczny KOP „Rokitno”                                       | 1 kompania graniczna KOP „Ostki”                                | strażnica KOP „Ostrówek”                         |                                                  |
| pułk KOP „Sarny”                                                              | batalion graniczny KOP „Rokitno”                                       | 1 kompania graniczna KOP „Ostki”                                | strażnica KOP „Dobry Ostrówek”                   |                                                  |
| pułk KOP „Sarny”                                                              | batalion graniczny KOP „Rokitno”                                       | 1 kompania graniczna KOP „Ostki”                                | strażnica KOP „Jamcowa Niwa”                     |                                                  |
| pułk KOP „Sarny”                                                              | batalion graniczny KOP „Rokitno”                                       | kompania odwodowa w Rokitnie                                    |                                                  |                                                  |
| pułk KOP „Sarny”                                                              | batalion graniczny KOP „Rokitno”                                       | kompania ciężkich karabinów maszynowych w Rokitnie              |                                                  |                                                  |
| pułk KOP „Sarny”                                                              | batalion graniczny KOP „Rokitno”                                       | pluton łączności w Rokitnie                                     |                                                  |                                                  |
| pułk KOP „Sarny”                                                              | batalion graniczny KOP „Rokitno”                                       | posterunek żandarmerii KOP „Rokitno”                            |                                                  |                                                  |
| pułk KOP „Sarny”                                                              | batalion graniczny KOP „Bereżne”                                       | 1 kompania graniczna KOP „Borowe”                               | strażnica KOP „Chutor Zachara”                   |                                                  |
| pułk KOP „Sarny”                                                              | batalion graniczny KOP „Bereżne”                                       | 1 kompania graniczna KOP „Borowe”                               | strażnica KOP „Dermanka”                         |                                                  |
| pułk KOP „Sarny”                                                              | batalion graniczny KOP „Bereżne”                                       | 1 kompania graniczna KOP „Borowe”                               | strażnica KOP „Chutor Chwalisów”                 |                                                  |
| pułk KOP „Sarny”                                                              | batalion graniczny KOP „Bereżne”                                       | 1 kompania graniczna KOP „Borowe”                               | strażnica KOP „Krzemień”                         |                                                  |
| pułk KOP „Sarny”                                                              | batalion graniczny KOP „Bereżne”                                       | 2 kompania graniczna KOP „Lewacze”                              | strażnica KOP „Siwki”                            |                                                  |
| pułk KOP „Sarny”                                                              | batalion graniczny KOP „Bereżne”                                       | 2 kompania graniczna KOP „Lewacze”                              | strażnica KOP „Pomiany”                          |                                                  |
| pułk KOP „Sarny”                                                              | batalion graniczny KOP „Bereżne”                                       | 2 kompania graniczna KOP „Lewacze”                              | strażnica KOP „Nowa Huta”                        |                                                  |
| pułk KOP „Sarny”                                                              | batalion graniczny KOP „Bereżne”                                       | 2 kompania graniczna KOP „Lewacze”                              | strażnica KOP „Korecka Huta”                     |                                                  |
| pułk KOP „Sarny”                                                              | batalion graniczny KOP „Bereżne”                                       | 3 kompania graniczna KOP „Bielczaki”                            | strażnica KOP „Berezówka”                        |                                                  |
| pułk KOP „Sarny”                                                              | batalion graniczny KOP „Bereżne”                                       | 3 kompania graniczna KOP „Bielczaki”                            | strażnica KOP „Astrachanka”                      |                                                  |
| pułk KOP „Sarny”                                                              | batalion graniczny KOP „Bereżne”                                       | 3 kompania graniczna KOP „Bielczaki”                            | strażnica KOP „Ujście”                           |                                                  |
| pułk KOP „Sarny”                                                              | batalion graniczny KOP „Bereżne”                                       | 3 kompania graniczna KOP „Bielczaki”                            | strażnica KOP „Frankopol”                        |                                                  |
| pułk KOP „Sarny”                                                              | batalion graniczny KOP „Bereżne”                                       | kompania odwodowa w Bereźnem                                    |                                                  |                                                  |
| pułk KOP „Sarny”                                                              | batalion graniczny KOP „Bereżne”                                       | kompania ciężkich karabinów maszynowych w Bereźnem              |                                                  |                                                  |
| pułk KOP „Sarny”                                                              | batalion graniczny KOP „Bereżne”                                       | pluton łączności w Bereźnem                                     |                                                  |                                                  |
| pułk KOP „Sarny”                                                              | batalion graniczny KOP „Bereżne”                                       | komenda powiatu Przysposobienia Wojskowego „Kostropol”          |                                                  |                                                  |
| pułk KOP „Sarny”                                                              | batalion graniczny KOP „Bereżne”                                       | posterunek żandarmerii KOP „Bereźne”                            |                                                  |                                                  |
| pułk KOP „Sarny”                                                              | batalion odwodowy KOP „Sarny”                                          | 1 kompania w Sarnach                                            | 1 kompania w Sarnach                             |                                                  |
| pułk KOP „Sarny”                                                              | batalion odwodowy KOP „Sarny”                                          | 2 kompania w Sarnach                                            |                                                  |                                                  |
| pułk KOP „Sarny”                                                              | batalion odwodowy KOP „Sarny”                                          | 3 kompania w Sarnach                                            |                                                  |                                                  |
| pułk KOP „Sarny”                                                              | szwadron kawalerii KOP „Rokitno”                                       |                                                                 |                                                  |                                                  |
| pułk KOP „Sarny”                                                              | szwadron kawalerii KOP „Żurno”                                         |                                                                 |                                                  |                                                  |
| pułk KOP „Sarny”                                                              | szwadron kawalerii KOP „Bystrzyce”                                     |                                                                 |                                                  |                                                  |
| pułk KOP „Sarny”                                                              | stacja gołębi pocztowych KOP „Sarny”                                   |                                                                 |                                                  |                                                  |
| pułk KOP „Sarny”                                                              | placówka wywiadowcza KOP nr 7 w Sarnach                                |                                                                 |                                                  |                                                  |
| pułk KOP „Sarny”                                                              | kompania odwodowa pułku w Sarnach                                      |                                                                 |                                                  |                                                  |
| pułk KOP „Sarny”                                                              | komenda rejonu Przysposobienia Wojskowego „Polesie” w Sarnach          |                                                                 |                                                  |                                                  |
| pułk KOP „Sarny”                                                              | komenda powiatu Przysposobienia Wojskowego „Sarny”                     |                                                                 |                                                  |                                                  |
| pułk KOP „Sarny”                                                              | dwa posterunki żandarmerii przy pułku KOP „Sarny”                      |                                                                 |                                                  |                                                  |
| pułk KOP „Zdołbunów” m.p. Równe                                               | batalion graniczny KOP „Hoszcza”                                       | 1 kompania graniczna KOP „Hołyczówka”                           | strażnica KOP „Strożów”                          |                                                  |
| pułk KOP „Zdołbunów” m.p. Równe                                               | batalion graniczny KOP „Hoszcza”                                       | 1 kompania graniczna KOP „Hołyczówka”                           | strażnica KOP „Kobyla”                           |                                                  |
| pułk KOP „Zdołbunów” m.p. Równe                                               | batalion graniczny KOP „Hoszcza”                                       | 1 kompania graniczna KOP „Hołyczówka”                           | strażnica KOP „Morozówka”                        |                                                  |
| pułk KOP „Zdołbunów” m.p. Równe                                               | batalion graniczny KOP „Hoszcza”                                       | 2 kompania graniczna KOP „Korzec”                               | strażnica KOP „Cukrownia”                        |                                                  |
| pułk KOP „Zdołbunów” m.p. Równe                                               | batalion graniczny KOP „Hoszcza”                                       | 2 kompania graniczna KOP „Korzec”                               | strażnica KOP „Krale”                            |                                                  |
| pułk KOP „Zdołbunów” m.p. Równe                                               | batalion graniczny KOP „Hoszcza”                                       | 2 kompania graniczna KOP „Korzec”                               | strażnica KOP „Babin”                            |                                                  |
| pułk KOP „Zdołbunów” m.p. Równe                                               | batalion graniczny KOP „Hoszcza”                                       | 3 kompania graniczna KOP „Sapożyn”                              | strażnica KOP „Bohdanówka”                       |                                                  |
| pułk KOP „Zdołbunów” m.p. Równe                                               | batalion graniczny KOP „Hoszcza”                                       | 3 kompania graniczna KOP „Sapożyn”                              | strażnica KOP „Czernica”                         |                                                  |
| pułk KOP „Zdołbunów” m.p. Równe                                               | batalion graniczny KOP „Hoszcza”                                       | 3 kompania graniczna KOP „Sapożyn”                              | strażnica KOP „Chutor Kryłowskie”                |                                                  |
| pułk KOP „Zdołbunów” m.p. Równe                                               | batalion graniczny KOP „Hoszcza”                                       | 3 kompania graniczna KOP „Sapożyn”                              | strażnica KOP „Lidawka”                          |                                                  |
| pułk KOP „Zdołbunów” m.p. Równe                                               | batalion graniczny KOP „Hoszcza”                                       | kompania odwodowa w Hoszczy                                     |                                                  |                                                  |
| pułk KOP „Zdołbunów” m.p. Równe                                               | batalion graniczny KOP „Hoszcza”                                       | kompania ciężkich karabinów maszynowych w Hoszczy               |                                                  |                                                  |
| pułk KOP „Zdołbunów” m.p. Równe                                               | batalion graniczny KOP „Hoszcza”                                       | pluton łączności w Sapożynie                                    |                                                  |                                                  |
| pułk KOP „Zdołbunów” m.p. Równe                                               | batalion graniczny KOP „Hoszcza”                                       | komenda pasa granicznego Przysposobienia Wojskowego „Hoszcza”   |                                                  |                                                  |
| pułk KOP „Zdołbunów” m.p. Równe                                               | batalion graniczny KOP „Hoszcza”                                       | posterunek żandarmerii KOP „Hoszcza”                            |                                                  |                                                  |
| pułk KOP „Zdołbunów” m.p. Równe                                               | batalion graniczny KOP „Ostróg”                                        | 2 kompania graniczna KOP „Hłuboczek”                            | strażnica KOP „Majków”                           |                                                  |
| pułk KOP „Zdołbunów” m.p. Równe                                               | batalion graniczny KOP „Ostróg”                                        | 2 kompania graniczna KOP „Hłuboczek”                            | strażnica KOP „Baranówka”                        |                                                  |
| pułk KOP „Zdołbunów” m.p. Równe                                               | batalion graniczny KOP „Ostróg”                                        | 1 kompania graniczna KOP „Kurhany”                              | strażnica KOP „Moszczanica”                      |                                                  |
| pułk KOP „Zdołbunów” m.p. Równe                                               | batalion graniczny KOP „Ostróg”                                        | 1 kompania graniczna KOP „Kurhany”                              | strażnica KOP „Blok Mohylany”                    |                                                  |
| pułk KOP „Zdołbunów” m.p. Równe                                               | batalion graniczny KOP „Ostróg”                                        | 1 kompania graniczna KOP „Kurhany”                              | strażnica KOP „Wielbowno”                        |                                                  |
| pułk KOP „Zdołbunów” m.p. Równe                                               | batalion graniczny KOP „Ostróg”                                        | 1 kompania graniczna KOP „Kurhany”                              | strażnica KOP „Ostróg”                           |                                                  |
| pułk KOP „Zdołbunów” m.p. Równe                                               | batalion graniczny KOP „Ostróg”                                        | 3 kompania graniczna KOP „Nowomalin”                            | strażnica KOP „Bór”                              |                                                  |
| pułk KOP „Zdołbunów” m.p. Równe                                               | batalion graniczny KOP „Ostróg”                                        | 3 kompania graniczna KOP „Nowomalin”                            | strażnica KOP „Bołotkowce”                       |                                                  |
| pułk KOP „Zdołbunów” m.p. Równe                                               | batalion graniczny KOP „Ostróg”                                        | kompania odwodowa w Ostrogu                                     |                                                  |                                                  |
| pułk KOP „Zdołbunów” m.p. Równe                                               | batalion graniczny KOP „Ostróg”                                        | kompania ciężkich karabinów maszynowych w Ostrogu               |                                                  |                                                  |
| pułk KOP „Zdołbunów” m.p. Równe                                               | batalion graniczny KOP „Ostróg”                                        | pluton łączności w Ostrogu                                      |                                                  |                                                  |
| pułk KOP „Zdołbunów” m.p. Równe                                               | batalion graniczny KOP „Ostróg”                                        | komenda powiatu Przysposobienia Wojskowego „Zdołbunów”          |                                                  |                                                  |
| pułk KOP „Zdołbunów” m.p. Równe                                               | batalion graniczny KOP „Ostróg”                                        | posterunek żandarmerii KOP „Ostróg”                             |                                                  |                                                  |
| pułk KOP „Zdołbunów” m.p. Równe                                               | batalion graniczny KOP „Dederkały”                                     | 1 kompania graniczna KOP „Malinów”                              | strażnica KOP „Wilia”                            |                                                  |
| pułk KOP „Zdołbunów” m.p. Równe                                               | batalion graniczny KOP „Dederkały”                                     | 1 kompania graniczna KOP „Malinów”                              | strażnica KOP „Zakoty”                           |                                                  |
| pułk KOP „Zdołbunów” m.p. Równe                                               | batalion graniczny KOP „Dederkały”                                     | 1 kompania graniczna KOP „Malinów”                              | strażnica KOP „Chodaki”                          |                                                  |
| pułk KOP „Zdołbunów” m.p. Równe                                               | batalion graniczny KOP „Dederkały”                                     | 1 kompania graniczna KOP „Malinów”                              | strażnica KOP „Bołożówka”                        |                                                  |
| pułk KOP „Zdołbunów” m.p. Równe                                               | batalion graniczny KOP „Dederkały”                                     | 2 kompania graniczna KOP „Bykowce”                              | strażnica KOP „Konowica”                         |                                                  |
| pułk KOP „Zdołbunów” m.p. Równe                                               | batalion graniczny KOP „Dederkały”                                     | 2 kompania graniczna KOP „Bykowce”                              | strażnica KOP „Sadki”                            |                                                  |
| pułk KOP „Zdołbunów” m.p. Równe                                               | batalion graniczny KOP „Dederkały”                                     | 2 kompania graniczna KOP „Bykowce”                              | strażnica KOP „Szkrobotówka”                     |                                                  |
| pułk KOP „Zdołbunów” m.p. Równe                                               | batalion graniczny KOP „Dederkały”                                     | 2 kompania graniczna KOP „Bykowce”                              | strażnica KOP „Radoszówka”                       |                                                  |
| pułk KOP „Zdołbunów” m.p. Równe                                               | batalion graniczny KOP „Dederkały”                                     | 3 kompania graniczna KOP „Łanowce”                              | strażnica KOP „Michałówka”                       |                                                  |
| pułk KOP „Zdołbunów” m.p. Równe                                               | batalion graniczny KOP „Dederkały”                                     | 3 kompania graniczna KOP „Łanowce”                              | strażnica KOP „Juśkowce”                         |                                                  |
| pułk KOP „Zdołbunów” m.p. Równe                                               | batalion graniczny KOP „Dederkały”                                     | 3 kompania graniczna KOP „Łanowce”                              | strażnica KOP „Kozaczki”                         |                                                  |
| pułk KOP „Zdołbunów” m.p. Równe                                               | batalion graniczny KOP „Dederkały”                                     | 4 kompania graniczna KOP „Białozórka”                           | strażnica KOP „Ośniki”                           |                                                  |
| pułk KOP „Zdołbunów” m.p. Równe                                               | batalion graniczny KOP „Dederkały”                                     | 4 kompania graniczna KOP „Białozórka”                           | strażnica KOP „Mołotków”                         |                                                  |
| pułk KOP „Zdołbunów” m.p. Równe                                               | batalion graniczny KOP „Dederkały”                                     | 4 kompania graniczna KOP „Białozórka”                           | strażnica KOP „Brzezina”                         |                                                  |
| pułk KOP „Zdołbunów” m.p. Równe                                               | batalion graniczny KOP „Dederkały”                                     | 4 kompania graniczna KOP „Białozórka”                           | strażnica KOP „Konfederacja Barska”              |                                                  |
| pułk KOP „Zdołbunów” m.p. Równe                                               | batalion graniczny KOP „Dederkały”                                     | kompania odwodowa w Oborach                                     |                                                  |                                                  |
| pułk KOP „Zdołbunów” m.p. Równe                                               | batalion graniczny KOP „Dederkały”                                     | kompania ciężkich karabinów maszynowych w Bykowcach             |                                                  |                                                  |
| pułk KOP „Zdołbunów” m.p. Równe                                               | batalion graniczny KOP „Dederkały”                                     | pluton łączności w Hermance                                     |                                                  |                                                  |
| pułk KOP „Zdołbunów” m.p. Równe                                               | batalion graniczny KOP „Dederkały”                                     | komenda powiatu Przysposobienia Wojskowego „Krzemieniec”        |                                                  |                                                  |
| pułk KOP „Zdołbunów” m.p. Równe                                               | batalion graniczny KOP „Dederkały”                                     | posterunek żandarmerii KOP „Dederkały”                          |                                                  |                                                  |
| pułk KOP „Zdołbunów” m.p. Równe                                               | batalion odwodowy KOP „Żytyń”                                          | 1 kompania strzelecka w Żytyniu                                 | 1 kompania strzelecka w Żytyniu                  |                                                  |
| pułk KOP „Zdołbunów” m.p. Równe                                               | batalion odwodowy KOP „Żytyń”                                          | 2 kompania strzelecka w Żytyniu                                 |                                                  |                                                  |
| pułk KOP „Zdołbunów” m.p. Równe                                               | batalion odwodowy KOP „Żytyń”                                          | 3 kompania strzelecka w Żytyniu                                 |                                                  |                                                  |
| pułk KOP „Zdołbunów” m.p. Równe                                               | batalion odwodowy KOP „Żytyń”                                          | kompania ciężkich karabinów maszynowych w Żytyniu               |                                                  |                                                  |
| pułk KOP „Zdołbunów” m.p. Równe                                               | batalion odwodowy KOP „Żytyń”                                          | pluton łączności w Żytyniu                                      |                                                  |                                                  |
| pułk KOP „Zdołbunów” m.p. Równe                                               | dywizjon kawalerii KOP „Niewirków” (szkolny)                           |                                                                 |                                                  |                                                  |
| pułk KOP „Zdołbunów” m.p. Równe                                               | szwadron kawalerii KOP „Mizocz”                                        |                                                                 |                                                  |                                                  |
| pułk KOP „Zdołbunów” m.p. Równe                                               | szwadron kawalerii KOP „Dederkały”                                     |                                                                 |                                                  |                                                  |
| pułk KOP „Zdołbunów” m.p. Równe                                               | kompania saperów KOP „Hoszcza”                                         |                                                                 |                                                  |                                                  |
| pułk KOP „Zdołbunów” m.p. Równe                                               | placówka wywiadowcza KOP nr 8 w Zdołbunowie                            |                                                                 |                                                  |                                                  |
| pułk KOP „Zdołbunów” m.p. Równe                                               | komenda rejonu Przysposobienia Wojskowego „Równe”                      |                                                                 |                                                  |                                                  |
| pułk KOP „Zdołbunów” m.p. Równe                                               | posterunek żandarmerii KOP „Równe”                                     |                                                                 |                                                  |                                                  |
| pułk KOP „Zdołbunów” m.p. Równe                                               | Inspektorat południowej grupy kawalerii w Równem                       |                                                                 |                                                  |                                                  |
| Brygada KOP „Podole”                                                          | batalion graniczny KOP „Skałat”                                        | 3 kompania graniczna KOP „Toki”                                 | strażnica KOP „Szczęsnówka”                      |                                                  |
| Brygada KOP „Podole”                                                          | batalion graniczny KOP „Skałat”                                        | 3 kompania graniczna KOP „Toki”                                 | strażnica KOP „Palczyńce”                        |                                                  |
| Brygada KOP „Podole”                                                          | batalion graniczny KOP „Skałat”                                        | 3 kompania graniczna KOP „Toki”                                 | strażnica KOP „Toki”                             |                                                  |
| Brygada KOP „Podole”                                                          | batalion graniczny KOP „Skałat”                                        | 1 kompania graniczna KOP „Podwłoczyska”                         | strażnica KOP „Dorofijówka”                      |                                                  |
| Brygada KOP „Podole”                                                          | batalion graniczny KOP „Skałat”                                        | 1 kompania graniczna KOP „Podwłoczyska”                         | strażnica KOP „Podwłoczyska”                     |                                                  |
| Brygada KOP „Podole”                                                          | batalion graniczny KOP „Skałat”                                        | 1 kompania graniczna KOP „Podwłoczyska”                         | strażnica KOP „Orzechowiec”                      |                                                  |
| Brygada KOP „Podole”                                                          | batalion graniczny KOP „Skałat”                                        | 2 kompania graniczna KOP „Osowik”                               | strażnica KOP „Rożyska”                          |                                                  |
| Brygada KOP „Podole”                                                          | batalion graniczny KOP „Skałat”                                        | 2 kompania graniczna KOP „Osowik”                               | strażnica KOP „Tarnoruda”                        |                                                  |
| Brygada KOP „Podole”                                                          | batalion graniczny KOP „Skałat”                                        | 2 kompania graniczna KOP „Osowik”                               | strażnica KOP „Łuka Mała”                        |                                                  |
| Brygada KOP „Podole”                                                          | batalion graniczny KOP „Skałat”                                        | 2 kompania graniczna KOP „Osowik”                               | strażnica KOP „Kozina”                           |                                                  |
| Brygada KOP „Podole”                                                          | batalion graniczny KOP „Skałat”                                        | 2 kompania graniczna KOP „Osowik”                               | strażnica KOP „Kałaharówka”                      |                                                  |
| Brygada KOP „Podole”                                                          | batalion graniczny KOP „Skałat”                                        | kompania odwodowa w Skałacie                                    |                                                  |                                                  |
| Brygada KOP „Podole”                                                          | batalion graniczny KOP „Skałat”                                        | kompania ciężkich karabinów maszynowych w Skłacie               |                                                  |                                                  |
| Brygada KOP „Podole”                                                          | batalion graniczny KOP „Skałat”                                        | pluton łączności w Skałacie                                     |                                                  |                                                  |
| Brygada KOP „Podole”                                                          | batalion graniczny KOP „Skałat”                                        | komenda powiatu Przysposobienia Wojskowego „Skałat”             |                                                  |                                                  |
| Brygada KOP „Podole”                                                          | batalion graniczny KOP „Skałat”                                        | komenda powiatu Przysposobienia Wojskowego „Zbaraż”             |                                                  |                                                  |
| Brygada KOP „Podole”                                                          | batalion graniczny KOP „Skałat”                                        | posterunek żandarmerii KOP „Skałat”                             |                                                  |                                                  |
| Brygada KOP „Podole”                                                          | batalion graniczny KOP „Kopyczyńce”                                    | 3 kompania graniczna KOP „Postołówka”                           | strażnica KOP „Kręciłów”                         |                                                  |
| Brygada KOP „Podole”                                                          | batalion graniczny KOP „Kopyczyńce”                                    | 3 kompania graniczna KOP „Postołówka”                           | strażnica KOP „Postołówka”                       |                                                  |
| Brygada KOP „Podole”                                                          | batalion graniczny KOP „Kopyczyńce”                                    | 3 kompania graniczna KOP „Postołówka”                           | strażnica KOP „Trybuchowce”                      |                                                  |
| Brygada KOP „Podole”                                                          | batalion graniczny KOP „Kopyczyńce”                                    | 2 kompania graniczna KOP „Husatyn”                              | strażnica KOP „Olchowczyk”                       |                                                  |
| Brygada KOP „Podole”                                                          | batalion graniczny KOP „Kopyczyńce”                                    | 2 kompania graniczna KOP „Husatyn”                              | strażnica KOP „Husatyn”                          |                                                  |
| Brygada KOP „Podole”                                                          | batalion graniczny KOP „Kopyczyńce”                                    | 2 kompania graniczna KOP „Husatyn”                              | strażnica KOP „Bednarówka”                       |                                                  |
| Brygada KOP „Podole”                                                          | batalion graniczny KOP „Kopyczyńce”                                    | 1 kompania graniczna KOP „Kociubińczyki”                        | strażnica KOP „Szydłowce”                        |                                                  |
| Brygada KOP „Podole”                                                          | batalion graniczny KOP „Kopyczyńce”                                    | 1 kompania graniczna KOP „Kociubińczyki”                        | strażnica KOP „Zielona”                          |                                                  |
| Brygada KOP „Podole”                                                          | batalion graniczny KOP „Kopyczyńce”                                    | 1 kompania graniczna KOP „Kociubińczyki”                        | strażnica KOP „Siekierzyńce”                     |                                                  |
| Brygada KOP „Podole”                                                          | batalion graniczny KOP „Kopyczyńce”                                    | kompania odwodowa w Kopyczyńcach                                |                                                  |                                                  |
| Brygada KOP „Podole”                                                          | batalion graniczny KOP „Kopyczyńce”                                    | kompania ciężkich karabinów maszynowych w Kopyczyńcach          |                                                  |                                                  |
| Brygada KOP „Podole”                                                          | batalion graniczny KOP „Kopyczyńce”                                    | pluton łączności w Kopyczyńcach                                 |                                                  |                                                  |
| Brygada KOP „Podole”                                                          | batalion graniczny KOP „Kopyczyńce”                                    | komenda powiatu Przysposobienia Wojskowego „Kopyczyńce”         |                                                  |                                                  |
| Brygada KOP „Podole”                                                          | batalion graniczny KOP „Kopyczyńce”                                    | posterunek żandarmerii KOP „Kopyczyńce”                         |                                                  |                                                  |
| Brygada KOP „Podole”                                                          | batalion graniczny KOP „Borszczów”                                     | 4 kompania graniczna KOP „Skała”                                | strażnica KOP „Zbrzyż”                           |                                                  |
| Brygada KOP „Podole”                                                          | batalion graniczny KOP „Borszczów”                                     | 4 kompania graniczna KOP „Skała”                                | strażnica KOP „Skała”                            |                                                  |
| Brygada KOP „Podole”                                                          | batalion graniczny KOP „Borszczów”                                     | 4 kompania graniczna KOP „Skała”                                | strażnica KOP „Bereżanka”                        |                                                  |
| Brygada KOP „Podole”                                                          | batalion graniczny KOP „Borszczów”                                     | 2 kompania graniczna KOP „Turylcze”                             | strażnica KOP „Puklaki”                          |                                                  |
| Brygada KOP „Podole”                                                          | batalion graniczny KOP „Borszczów”                                     | 2 kompania graniczna KOP „Turylcze”                             | strażnica KOP „Załucze”                          |                                                  |
| Brygada KOP „Podole”                                                          | batalion graniczny KOP „Borszczów”                                     | 2 kompania graniczna KOP „Turylcze”                             | strażnica KOP „Niwra”                            |                                                  |
| Brygada KOP „Podole”                                                          | batalion graniczny KOP „Borszczów”                                     | 3 kompania graniczna KOP „Kudryńce”                             | strażnica KOP „Zalesie”                          |                                                  |
| Brygada KOP „Podole”                                                          | batalion graniczny KOP „Borszczów”                                     | 3 kompania graniczna KOP „Kudryńce”                             | strażnica KOP „Zielona”                          |                                                  |
| Brygada KOP „Podole”                                                          | batalion graniczny KOP „Borszczów”                                     | 3 kompania graniczna KOP „Kudryńce”                             | strażnica KOP „Kudryńce”                         |                                                  |
| Brygada KOP „Podole”                                                          | batalion graniczny KOP „Borszczów”                                     | 3 kompania graniczna KOP „Kudryńce”                             | strażnica KOP „Zawale”                           |                                                  |
| Brygada KOP „Podole”                                                          | batalion graniczny KOP „Borszczów”                                     | 1 kompania graniczna KOP „Mielnica”                             | strażnica KOP „Boryszkowice”                     |                                                  |
| Brygada KOP „Podole”                                                          | batalion graniczny KOP „Borszczów”                                     | 1 kompania graniczna KOP „Mielnica”                             | strażnica KOP „Okopy Świętej Trójcy”             |                                                  |
| Brygada KOP „Podole”                                                          | batalion graniczny KOP „Borszczów”                                     | 1 kompania graniczna KOP „Mielnica”                             | strażnica KOP „Bielowce”                         |                                                  |
| Brygada KOP „Podole”                                                          | batalion graniczny KOP „Borszczów”                                     | 1 kompania graniczna KOP „Mielnica”                             | strażnica KOP „Mielnica”                         |                                                  |
| Brygada KOP „Podole”                                                          | batalion graniczny KOP „Borszczów”                                     | 1 kompania graniczna KOP „Mielnica”                             | strażnica KOP „Uście Biskupie”                   |                                                  |
| Brygada KOP „Podole”                                                          | batalion graniczny KOP „Borszczów”                                     | 1 kompania odwodowa w Borszczowie                               |                                                  |                                                  |
| Brygada KOP „Podole”                                                          | batalion graniczny KOP „Borszczów”                                     | 2 kompania odwodowa w Borszczowie                               |                                                  |                                                  |
| Brygada KOP „Podole”                                                          | batalion graniczny KOP „Borszczów”                                     | kompania ciężkich karabinów maszynowych w Borszczowie           |                                                  |                                                  |
| Brygada KOP „Podole”                                                          | batalion graniczny KOP „Borszczów”                                     | pluton łączności w Borszczowie                                  |                                                  |                                                  |
| Brygada KOP „Podole”                                                          | batalion graniczny KOP „Borszczów”                                     | komenda powiatu Przysposobienia Wojskowego „Borszczów”          |                                                  |                                                  |
| Brygada KOP „Podole”                                                          | batalion graniczny KOP „Borszczów”                                     | komenda powiatu Przysposobienia Wojskowego „Zaleszczyki”        |                                                  |                                                  |
| Brygada KOP „Podole”                                                          | batalion graniczny KOP „Borszczów”                                     | posterunek żandarmerii KOP „Borszczów”                          |                                                  |                                                  |
| Brygada KOP „Podole”                                                          | batalion odwodowy KOP „Czortków”                                       | 1 kompania szkolna strzelecka w Czortkowie                      | 1 kompania szkolna strzelecka w Czortkowie       |                                                  |
| Brygada KOP „Podole”                                                          | batalion odwodowy KOP „Czortków”                                       | 2 kompania szkolna w Czortkowie                                 |                                                  |                                                  |
| Brygada KOP „Podole”                                                          | batalion odwodowy KOP „Czortków”                                       | 3 kompania strzelecka w Czortkowie                              |                                                  |                                                  |
| Brygada KOP „Podole”                                                          | batalion odwodowy KOP „Czortków”                                       | 1 kompania ciężkich karabinów maszynowych w Czortkowie          |                                                  |                                                  |
| Brygada KOP „Podole”                                                          | batalion odwodowy KOP „Czortków”                                       | 2 kompania ciężkich karabinów maszynowych w Czortkowie          |                                                  |                                                  |
| Brygada KOP „Podole”                                                          | batalion odwodowy KOP „Czortków”                                       | pluton łączności w Czortkowie                                   |                                                  |                                                  |
| Brygada KOP „Podole”                                                          | batalion odwodowy KOP „Czortków”                                       | komenda powiatu Przysposobienia Wojskowego „Czortków”           |                                                  |                                                  |
| Brygada KOP „Podole”                                                          | batalion odwodowy KOP „Czortków”                                       | komenda powiatu Przysposobienia Wojskowego „Buczacz”            |                                                  |                                                  |
| Brygada KOP „Podole”                                                          | dywizjon artylerii KOP „Czortków”                                      |                                                                 |                                                  |                                                  |
| Brygada KOP „Podole”                                                          | szwadron kawalerii KOP „Czortków”                                      |                                                                 |                                                  |                                                  |
| Brygada KOP „Podole”                                                          | szwadron kawalerii KOP „Hnilice Wielkie”                               |                                                                 |                                                  |                                                  |
| Brygada KOP „Podole”                                                          | szwadron kawalerii KOP „Zaleszczyki”                                   |                                                                 |                                                  |                                                  |
| Brygada KOP „Podole”                                                          | kompania saperów KOP „Czortków”                                        |                                                                 |                                                  |                                                  |
| Brygada KOP „Podole”                                                          | stacja gołębi pocztowych KOP „Buczacz”                                 |                                                                 |                                                  |                                                  |
| Brygada KOP „Podole”                                                          | placówka wywiadowcza KOP nr 9 w Czortkowie                             |                                                                 |                                                  |                                                  |
| Brygada KOP „Podole”                                                          | placówka wywiadowcza KOP nr 10 w Tarnopolu                             |                                                                 |                                                  |                                                  |
| Brygada KOP „Podole”                                                          | komenda rejonu Przysposobienia Wojskowego „Podole” w Czortkowie        |                                                                 |                                                  |                                                  |
| Brygada KOP „Podole”                                                          | posterunek żandarmerii KOP „Podole” w Czortkowie                       |                                                                 |                                                  |                                                  |
| Brygada KOP „Podole”                                                          | kierownictwo IV rejonu intendentury w Czortkowie                       |                                                                 |                                                  |                                                  |
| Brygada KOP „Podole”                                                          | lekarz weterynarii rejonu południowego w Czortkowie                    |                                                                 |                                                  |                                                  |
| Brygada KOP „Podole”                                                          | pluton żandarmerii KOP „Tarnopol”                                      |                                                                 |                                                  |                                                  |
| pułk KOP „Karpaty” m.p. Stryj                                                 | batalion KOP„Nadwórna”                                                 | 3 kompania KOP „Żabie”                                          | strażnica KOP „Burkut”                           |                                                  |
| pułk KOP „Karpaty” m.p. Stryj                                                 | batalion KOP„Nadwórna”                                                 | 3 kompania KOP „Żabie”                                          | posterunek KOP „Kapilno”                         |                                                  |
| pułk KOP „Karpaty” m.p. Stryj                                                 | batalion KOP„Nadwórna”                                                 | 3 kompania KOP „Żabie”                                          | posterunek KOP „Pop Iwan”                        |                                                  |
| pułk KOP „Karpaty” m.p. Stryj                                                 | batalion KOP„Nadwórna”                                                 | 3 kompania KOP „Żabie”                                          | KOP „Szybene”                                    |                                                  |
| pułk KOP „Karpaty” m.p. Stryj                                                 | batalion KOP„Nadwórna”                                                 | 3 kompania KOP „Żabie”                                          | KOP „Bystrzec”                                   |                                                  |
| pułk KOP „Karpaty” m.p. Stryj                                                 | batalion KOP„Nadwórna”                                                 | 2 kompania graniczna KOP „Worochta”                             | strażnica KOP „Howerla”                          |                                                  |
| pułk KOP „Karpaty” m.p. Stryj                                                 | batalion KOP„Nadwórna”                                                 | 2 kompania graniczna KOP „Worochta”                             | strażnica KOP „Kurleul”                          |                                                  |
| pułk KOP „Karpaty” m.p. Stryj                                                 | batalion KOP„Nadwórna”                                                 | 2 kompania graniczna KOP „Worochta”                             | strażnica KOP „Woronienka”                       |                                                  |
| pułk KOP „Karpaty” m.p. Stryj                                                 | batalion KOP„Nadwórna”                                                 | 2 kompania graniczna KOP „Worochta”                             | posterunek KOP „Przełęcz Tatarska”               |                                                  |
| pułk KOP „Karpaty” m.p. Stryj                                                 | batalion KOP„Nadwórna”                                                 | 2 kompania graniczna KOP „Worochta”                             | strażnica KOP „Jabłonica”                        |                                                  |
| pułk KOP „Karpaty” m.p. Stryj                                                 | batalion KOP„Nadwórna”                                                 | 2 kompania graniczna KOP „Worochta”                             | strażnica KOP „Polanica”                         |                                                  |
| pułk KOP „Karpaty” m.p. Stryj                                                 | batalion KOP„Nadwórna”                                                 | 1 kompania graniczna KOP „Rafajłowa”                            | strażnica KOP „Dołżyniec”                        |                                                  |
| pułk KOP „Karpaty” m.p. Stryj                                                 | batalion KOP„Nadwórna”                                                 | 1 kompania graniczna KOP „Rafajłowa”                            | strażnica KOP „Czarna Klewa”                     |                                                  |
| pułk KOP „Karpaty” m.p. Stryj                                                 | batalion KOP„Nadwórna”                                                 | 1 kompania graniczna KOP „Rafajłowa”                            | posterunek KOP „Przełęcz Legionów”               |                                                  |
| pułk KOP „Karpaty” m.p. Stryj                                                 | batalion KOP„Nadwórna”                                                 | 1 kompania graniczna KOP „Rafajłowa”                            | strażnica KOP „Pantyr”                           |                                                  |
| pułk KOP „Karpaty” m.p. Stryj                                                 | batalion KOP„Nadwórna”                                                 | 1 kompania graniczna KOP „Rafajłowa”                            | strażnica KOP „Długa Polana”                     |                                                  |
| pułk KOP „Karpaty” m.p. Stryj                                                 | batalion KOP„Nadwórna”                                                 | 1 kompania graniczna KOP „Rafajłowa”                            | strażnica KOP „Ruszczyna”                        |                                                  |
| pułk KOP „Karpaty” m.p. Stryj                                                 | batalion KOP „Dolina”                                                  | 2 kompania graniczna KOP „Osmołoda”                             | posterunek KOP „Brustuny”                        |                                                  |
| pułk KOP „Karpaty” m.p. Stryj                                                 | batalion KOP „Dolina”                                                  | 2 kompania graniczna KOP „Osmołoda”                             | posterunek KOP „Ospłoj”                          |                                                  |
| pułk KOP „Karpaty” m.p. Stryj                                                 | batalion KOP „Dolina”                                                  | 2 kompania graniczna KOP „Osmołoda”                             | posterunek KOP „Darów magazyn”                   |                                                  |
| pułk KOP „Karpaty” m.p. Stryj                                                 | batalion KOP „Dolina”                                                  | 2 kompania graniczna KOP „Osmołoda”                             | posterunek KOP „Długa Polana”                    |                                                  |
| pułk KOP „Karpaty” m.p. Stryj                                                 | batalion KOP „Dolina”                                                  | 2 kompania graniczna KOP „Osmołoda”                             | posterunek KOP „Czarna Rika”                     |                                                  |
| pułk KOP „Karpaty” m.p. Stryj                                                 | batalion KOP „Dolina”                                                  | 2 kompania graniczna KOP „Osmołoda”                             | posterunek KOP „Hycza”                           |                                                  |
| pułk KOP „Karpaty” m.p. Stryj                                                 | batalion KOP „Dolina”                                                  | 1 kompania graniczna KOP „Ludwikówka”                           | strażnica KOP „Wyszków”                          |                                                  |
| pułk KOP „Karpaty” m.p. Stryj                                                 | batalion KOP „Dolina”                                                  | 1 kompania graniczna KOP „Ludwikówka”                           | strażnica KOP „Seneczów”                         |                                                  |
| pułk KOP „Karpaty” m.p. Stryj                                                 | batalion KOP „Skole”                                                   | 3 kompania graniczna KOP „Ławroczne”                            | strażnica KOP „Różanka Wyżna”                    |                                                  |
| pułk KOP „Karpaty” m.p. Stryj                                                 | batalion KOP „Skole”                                                   | 3 kompania graniczna KOP „Ławroczne”                            | strażnica KOP „Jelenkowate”                      |                                                  |
| pułk KOP „Karpaty” m.p. Stryj                                                 | batalion KOP „Skole”                                                   | 3 kompania graniczna KOP „Ławroczne”                            | strażnica KOP „Chaszczowanie”                    |                                                  |
| pułk KOP „Karpaty” m.p. Stryj                                                 | batalion KOP „Skole”                                                   | 3 kompania graniczna KOP „Ławroczne”                            | strażnica KOP „Beskid”                           |                                                  |
| pułk KOP „Karpaty” m.p. Stryj                                                 | batalion KOP „Skole”                                                   | 3 kompania graniczna KOP „Ławroczne”                            | strażnica KOP „Wyżłów”                           |                                                  |
| pułk KOP „Karpaty” m.p. Stryj                                                 | batalion KOP „Skole”                                                   | 2 kompania graniczna KOP „Smorze”                               | strażnica KOP „Żupanie”                          |                                                  |
| pułk KOP „Karpaty” m.p. Stryj                                                 | batalion KOP „Skole”                                                   | 2 kompania graniczna KOP „Smorze”                               | strażnica KOP „Klimiec”                          |                                                  |
| pułk KOP „Karpaty” m.p. Stryj                                                 | batalion KOP „Skole”                                                   | 2 kompania graniczna KOP „Smorze”                               | strażnica KOP „Krywka”                           |                                                  |
| pułk KOP „Karpaty” m.p. Stryj                                                 | batalion KOP „Skole”                                                   | 2 kompania graniczna KOP „Smorze”                               | strażnica KOP „Husne Wyżne”                      |                                                  |
| pułk KOP „Karpaty” m.p. Stryj                                                 | batalion KOP „Skole”                                                   | 1 kompania graniczna KOP „Sianki”                               | strażnica KOP „Libuchowa”                        |                                                  |
| pułk KOP „Karpaty” m.p. Stryj                                                 | batalion KOP „Skole”                                                   | 1 kompania graniczna KOP „Sianki”                               | strażnica KOP „Butla”                            |                                                  |
| pułk KOP „Karpaty” m.p. Stryj                                                 | batalion KOP „Skole”                                                   | 1 kompania graniczna KOP „Sianki”                               | strażnica KOP „Sianki II”                        |                                                  |
| pułk KOP „Karpaty” m.p. Stryj                                                 | batalion KOP „Skole”                                                   | 1 kompania graniczna KOP „Sianki”                               | strażnica KOP „Beniowa”                          |                                                  |
| pułk KOP „Karpaty” m.p. Stryj                                                 | batalion KOP „Skole”                                                   | 1 kompania graniczna KOP „Sianki”                               | strażnica KOP „Sianki I”                         |                                                  |
| pułk KOP „Karpaty” m.p. Stryj                                                 | placówka wywiadowcza KOP nr 11 w Stryju                                |                                                                 |                                                  |                                                  |
| pułk KOP „Karpaty” m.p. Stryj                                                 | posterunek żandarmerii „Stryj”                                         |                                                                 |                                                  |                                                  |
| pułk KOP „Karpaty” m.p. Stryj                                                 | drużyna łączności w Stryju                                             |                                                                 |                                                  |                                                  |